# Liste der Kulturdenkmale in Rechenberg-Bienenmühle
In der Liste der Kulturdenkmale in Rechenberg-Bienenmühle sind die Kulturdenkmale der sächsischen Gemeinde Rechenberg-Bienenmühle verzeichnet, die bis März 2024 vom Landesamt für Denkmalpflege Sachsen erfasst wurden (ohne archäologische Kulturdenkmale). Die Anmerkungen sind zu beachten.
Diese Aufzählung ist eine Teilmenge der Liste der Kulturdenkmale im Landkreis Mittelsachsen.

## Rechenberg-Bienenmühle
| Bild                                    | Bezeichnung | Lage                                      | Datierung                                                                           | Beschreibung | ID       |
| --------------------------------------- | --- | ----------------------------------------- | ----------------------------------------------------------------------------------- | --- | -------- |
| Direkt Bild zu diesem Denkmal hochladen | Einfriedungsmauer um das frühere Rittergut | (Flurstücke 242c, 248a, 14f, 14i) (Karte) | Ende 16. Jahrhundert                                                                | Ortsgeschichtlich und straßenbildprägend von Bedeutung. Bruchsteinmauerwerk, ca. 1,50 m mit Sandsteinplatten als Abdeckung, zum Teil noch Putzreste. | 08990808 |
|                                         | Gedenkstein für die gefallenen Eisenbahner-Kameraden | Alte Straße (Karte)                       | Nach 1945                                                                           | Ortsgeschichtlich von Bedeutung. Etwa 80 cm hoher Naturstein mit gusseiserner Schrifttafel „Den gefallenen Eisenbahner-Kameraden zum ehrenden Gedächtnis“, unregelmäßiger hügelartiger Natursteinsockel. | 08990764 |
| Direkt Bild zu diesem Denkmal hochladen | Wohnhaus (ohne Anbau) | Alte Straße 9 (Karte)                     | Um 1900                                                                             | Putzbau mit akzentuierenden Backsteingewänden, baugeschichtlich von Bedeutung. Hakengrundriss, Gewände mit Segmentbogen, die Seiten mit rhythmischer Steinfolge, Gurtgesims, Sohlbänke noch original Backstein, im Giebel noch Fenster mit Sprossung, in der Spitze kleines Fenster, Satteldach, Dachstuhl vermutlich erneuert. | 08990922 |
| Direkt Bild zu diesem Denkmal hochladen | Seitengebäude (ohne Anbau) eines Zweiseithofes | Alte Straße 21 (Karte)                    | 1843                                                                                | Regionaltypischer Bau mit verbrettertem Fachwerk-Obergeschoss, Holzkonstruktion intakt, baugeschichtlich von Bedeutung. Erdgeschoss massiv, verändert, Obergeschoss originale Fenstergröße, straßenseitige Giebelseite mit Bergetür, Giebel verbrettert ebenfalls mit Bergetür, Satteldach. | 08990753 |
| Direkt Bild zu diesem Denkmal hochladen | Postamt mit Anbau und Nebengebäude | Alte Straße 24 (Karte)                    | 1925/1926                                                                           | Zeittypischer Putzbau mit originalen Details, bau- und ortsgeschichtlich von Bedeutung. - Hauptgebäude: hohes Sockelgeschoss, zweigeschossig, originale Kastenfenster, Putzfaschen, profilierte Traufe, Schlagläden, abgesetztes Türgewände mit Lünetten-Oberlicht, originale Tür, Freitreppe mit Stützmauern, Mansarddach, Schiefer, abgewinkelter Anbau mit großen Toren, Durchfahrt mit originalem Tor, Walmdach, Schiefer - Seitengebäude: 1 1/2-geschossiger Putzbau mit vier Holztüren und Bergetür, kräftige Traufe, Walmdach | 08990759 |
|                                         | Bauernhaus | Alte Straße 27 (Karte)                    | 1881                                                                                | Fachwerk-Obergeschoss mit intakter Konstruktion, zeit- und landschaftstypischer Bau, baugeschichtlich von Bedeutung. Erdgeschoss massiv, zum Teil verändert, Obergeschoss zweiriegeliges Fachwerk, Eckstreben, 3:6 Fensterachsen, Fenster mit Sprossung erneuert, eine Giebelseite verschiefert, ein Giebel verschindelt, Satteldach, zwei liegende Dachfenster. | 08990752 |
| Direkt Bild zu diesem Denkmal hochladen | Ehemaliges Zollhaus (heute Wohnhaus) und Seitengebäude | Alte Straße 38, 38a (Karte)               | 1926                                                                                | Zeittypische Putzbauten, hochgradig im ursprünglichen Aussehen erhalten, ortshistorische Bedeutung. - Wohnhaus: zweigeschossig, hohes Sockelgeschoss aus Naturstein, bis ins Dach gezogener Mittelrisalit, originaler Putz, weitgehend originale Kastenfenster, originale Tür, Walmdach, verschiefert, Treppe mit Natursteinstützmauer, Brunnenstützmauer - Nebengebäude (Pferdestall): eingeschossig, Tor und Tür mit Segmentbogen und Natursteingewände, Natursteinsockel, Satteldach, verschiefert, breite Schleppgaupe | 08990754 |
| Direkt Bild zu diesem Denkmal hochladen | Wohnhaus mit angebautem Wirtschaftsteil | Alte Straße 71 (Karte)                    | Um 1800                                                                             | Regionaltypischer Bau mit Fachwerk-Obergeschoss und hölzernem Wirtschaftsteil, baugeschichtlich von Bedeutung. Erdgeschoss massiv, Obergeschoss zweiriegeliges Fachwerk mit originalen Fenstergrößen, eine Giebelseite verkleidet, eine Giebelseite verbrettert, seitlich zurückgesetzt der Wirtschaftsteil, Satteldach. | 08990781 |
|                                         | Wohnstallhaus | Alte Straße 77 (Karte)                    | 1834                                                                                | Landschaftstypisches Bauernhaus mit Fachwerk-Obergeschoss, baugeschichtlich von Bedeutung. Erdgeschoss massiv, Öffnungen verändert, zweiriegeliges Fachwerk mit unregelmäßigem Ständerabstand, Fenster geringfügig vergrößert (Quadrat), Giebel verkleidet, an einer Giebelseite eingeschossiger Anbau (Garage), Satteldach. | 08990799 |
| Weitere Bilder                          | Wohnhaus mit angebautem Wirtschaftsteil | Alte Straße 79 (Karte)                    | Um 1670                                                                             | Fachwerkbau mit verschindeltem Fachwerkobergeschoss und verschiedenen Anbauten, baugeschichtlich von Bedeutung. Erdgeschoss massiv, zum Teil kräftige Sandsteingewände, Obergeschoss-Fenster in Originalgröße, Bergetür, Satteldach, verschiefert (Rückseite nicht), eingeschossiger Wirtschaftsteil, verbrettert, Satteldach, rückwärtiger Anbau mit verschiefertem Giebel, Satteldach. | 08990796 |
|                                         | Wohnhaus | Alte Straße 84 (Karte)                    | 1869 nach Brand                                                                     | Stattlicher, lang gestreckter Fachwerkbau mit intakter Holzkonstruktion, baugeschichtlich und straßenbildprägend von Bedeutung. Erdgeschoss massiv, zum Teil Sandsteingewände, mit späteren Ladeneinbauten, Obergeschoss 9:3 Fensterachsen, zweiriegeliges Fachwerk mit rhythmischem Ständerabstand, zum Teil alte Kastenfenster, zum Teil Fenster 1930er Jahre, eine Giebelseite verkleidet, Krüppelwalmdach, verschiefert, rückwärtig zentraler Anbau (später hinzugefügt). | 08990800 |
|                                         | Wohnstallhaus | Alte Straße 86 (Karte)                    | 2. Hälfte 19. Jahrhundert                                                           | Landschaftstypischer Bau mit verschindeltem Obergeschoss, baugeschichtlich von Bedeutung. Untypischer Sockel, Erdgeschoss massiv, mit Putzüberstand (Dämmung), Obergeschoss mit tiefliegenden Fenstern, laut Auskunft der unteren Denkmalbehörde Fachwerk-Konstruktion noch vorhanden, Giebel verschindelt, Satteldach. | 08990798 |
|                                         | Wohnhaus | Alte Straße 90 (Karte)                    | 1886                                                                                | Weitgehend im ursprünglichen Aussehen erhaltener Fachwerkbau, baugeschichtlich von Bedeutung. Erdgeschoss massiv, Sandsteingewände und Toreinfahrt, Obergeschoss mit zweiriegeligem Fachwerk mit Eckstreben, Giebelseite mit böhmischer Verbretterung, Fenster mit Sprossung erneuert, eine Giebelseite verkleidet, Satteldach. | 08990793 |
| Direkt Bild zu diesem Denkmal hochladen | Wohnhaus | Am Mühlgraben 1 (Karte)                   | 1868/1869 nach Brand                                                                | Regionaltypischer Fachwerkbau, baugeschichtlich von Bedeutung. Erdgeschoss massiv, geglättet, Obergeschoss zweiriegeliges Fachwerk mit Diagonalstreben, insgesamt aufgebrettert, Fenster mit Pseudosprossung, Satteldach, zwei liegende Dachfenster. | 08990789 |
|                                         | Ehemalige Mühle und Bäckerei des Rittergutes (ohne Anbauten) | Am Mühlgraben 2 (Karte)                   | Kern 14. Jahrhundert; 1886 nach Brand                                               | Regionaltypischer, lang gestreckter Fachwerkbau, bau- und ortsgeschichtlich von Bedeutung. Erdgeschoss massiv, Obergeschoss Fachwerk, zweiriegelig, Eckstreben, zum Teil alte Fenster, eine Giebelseite massiv, beide verbrettert, Satteldach, breite Schleppgaupe. 1948 Einstellung des Mühlenbetriebes, 1987 Einstellung der Bäckerei. | 08990790 |
| Direkt Bild zu diesem Denkmal hochladen | Wohnhaus | Am Mühlgraben 3 (Karte)                   | 1781                                                                                | Landschaftstypischer Fachwerkbau mit hohem Satteldach, baugeschichtlich und straßenbildprägend von Bedeutung. Erdgeschoss massiv, Obergeschoss Fachwerk teils verbrettert, teils verkleidet, an einer Giebelseite späterer Anbau, Giebel mit Bergetür, hohes Satteldach. | 08990792 |
| Direkt Bild zu diesem Denkmal hochladen | Schlussstein (mit Zunftzeichen) der ehemaligen Hofmühle | Am Mühlgraben 7 (Karte)                   | Bezeichnet mit 1785                                                                 | Ortsgeschichtlich von Bedeutung. Schlussstein befand sich ursprünglich am Eingang der Oberen Hofmühle, Zunftzeichen, heute an Neubau angebracht. | 08990932 |
| Direkt Bild zu diesem Denkmal hochladen | Häuslerhaus (ohne Anbau) | Am Trostgrund 1 (Karte)                   | 1. Hälfte 19. Jahrhundert                                                           | Regionaltypischer Fachwerkbau, baugeschichtlich von Bedeutung. Erdgeschoss massiv, Scheunentor, angeputzte Faschen, Obergeschoss Giebel massiv, Traufseite verbrettert, zum Teil alte Fenster, Giebel verkleidet, Satteldach, verschiefert. | 08990794 |
| Direkt Bild zu diesem Denkmal hochladen | Wohnhaus (ohne Anbauten) | Am Trostgrund 8 (Karte)                   | Wohl 1720                                                                           | Regionaltypischer Fachwerkbau, baugeschichtlich von Bedeutung. Erdgeschoss massiv, neu verputzt, Obergeschoss Fachwerk-Konstruktion intakt, verbrettert, Bergetür, Fenster ohne Sprossung, Giebel verkleidet, Südgiebel verschindelt, Satteldach. | 08990795 |
| Weitere Bilder                          | Kirche mit Ausstattung und Kirchhof, Treppenaufgang und zwei Torpfeiler des Kirchhofstores sowie vier Kriegsgräber für Opfer und Gefallene des Zweiten Weltkrieges (zwei Einzelgräber und zwei Gemeinschaftsgräber) und Grabmal des Pfarrers Rödenbeck | An der Schanze (Karte)                    | 1899–1901 (Kirche); 17. Jahrhundert (Altar und Taufe); 1901 (Orgel); 1904 (Kanzel)  | Saalkirche nach Plänen von Theodor Quentin im neugotischen Stil, bau- und ortsgeschichtlich von Bedeutung, landschaftsprägende Wirkung. - Kirche (Dehio Sachsen Bd. II, S. 833/834): Sandsteinquaderbau mit Bruchsteinsockel, eingezogener 5/8 Chor, Walmdach, an der Südostseite dreigeschossiger Turm, im Osten Sakristei - Treppenaufgang: Treppenstufen aus Sandstein bzw. Granit von Muldentalstraße bis zum Kirchhof, zwei Torpfeiler aus Sandstein mit überkragendem Abschluss mit pyramidaler Form bzw. Dreiecksgiebeln, gusseisernes Tor - Kriegsgräber für Gefallene des Zweiten Weltkrieges: - Grabstätte zweier unbekannter russischer Kriegsgefangener, die im Oktober (?) 1943 vom Ortsgendarm auf dem Betriebsgelände des Sägewerkes Bienenmühle erschossen wurden - Einzelgrab Rudi Kluge, gefallen 1945 - Gemeinschaftsgrab von 26 Deutschen, in dem auch Roland Cain ruht, britischer Armeeangehöriger - Gemeinschaftsgrab Hellmuth Hofmann und Horst Hofmann, gefallen 1945 - Einzelgrab des Pfarrers Joachim Rödenbeck, der 1944 nach einer Krankheit in Rechenberg gestorben ist. | 08990807 |
| Weitere Bilder                          | Burgruine | An der Schanze (Karte)                    | 1250–1500                                                                           | Mittelalterliche Wehranlage, ortsgeschichtlich und ortsbildprägend von Bedeutung. Um 1250 Bau der Steinburg (Turm ca. 18 m), Mitte 14. Jahrhundert Bau der Unterburg (niederes Schloss, Herrenhaus), 1586 Großbrand (Einäscherung des Herrenhauses, Beschädigung der Burg), 1655–1780 Zerfall der Burg, 1795–1796 Abbruch von Mauern und Türmen der Burg, 1840 Einebnung der Fläche auf dem Felsen, 1969 mittelalterliche Wehranlage Rechenberg unter Bodendenkmalschutz gestellt. | 08990817 |
| Weitere Bilder                          | Ehemaliges Herrenhaus des Rittergutes (heute Gemeindeamt und Sparkasse) und vorgelagerte Stützmauer | An der Schanze 1 (Karte)                  | Kern 1586                                                                           | Lang gezogener Baukörper mit markantem Mansarddach und Dachreiter, baugeschichtlich, ortsgeschichtlich und ortsbildprägend von Bedeutung. Zweigeschossig, Sandsteingewände, Eingang mit Korbbogen und Schlussstein, Mansardwalmdach mit durchgehender Schleppgaupe, Dachreiter mit Laterne, Schieferdeckung. | 08990775 |
|                                         | Wohnhaus (ohne seitlichen Anbau) | An der Schanze 2 (Karte)                  | 1872                                                                                | Zeittypischer Bau mit Fachwerk-Obergeschoss, Holzkonstruktion intakt, baugeschichtlich von Bedeutung. - Erdgeschoss: massiv, Sandsteingewände, typische Putzstruktur, Kastenfenster - Obergeschoss: zweiriegeliges Fachwerk mit Eckstreben, Kastenfenster, Giebelseite verkleidet, im Giebel zwei Fenster mit dreieckigem Abschluss und originaler Sprossung, Satteldach mit Überstand | 08990776 |
|                                         | Denkmal für die Gefallenen des Ersten Weltkrieges | An der Schanze 2 (neben) (Karte)          | 12. Juni 1921                                                                       | Monument mit etwa lebensgroßem Relief einer trauernden Frau und großem Malteserkreuzaufsatz, ortshistorische Bedeutung. Abgetreppter Sockel, dreiteiliger Aufbau, in der Mitte Figurenrelief, seitlich Namensauflistung überkrönt von Eichenlaubgirlanden, über der Figur Kreuzaufsatz, „1914–1918 / Ehre Ihrem Gedenken“ nach einem Entwurf des Architekten Willy Schubert und des Bildhauers Georg Türke, Ausführung Hans Höhme im Auftrag des Militärvereins Bienenmühle, 12. Juni 1921 Einweihung. | 08990777 |
| Weitere Bilder                          | Wohn- und Verwaltungsgebäude sowie Brauereigebäude mit technischer Ausstattung und Schornstein (Privatbrauerei Rechenberg) | An der Schanze 3 (Karte)                  | 1558 und später (Brauereianlagenteil); 1780 (Sudhaus); um 1900 (Verwaltungsgebäude) | Ortsbildprägendes Gebäudeensemble, bau-, orts- und technikgeschichtlich von Bedeutung. - Brauerei: Putzbau mit Segmentbogen aus Backstein, unterschiedliche Geschosshöhen durch Hanglage, bergseitige Giebelseite mit großen Fenstern und Lisenengliederung aus Backstein, oberer Teil mit Kielbogendach mit Dachhecht und Aufbau, turmartiger Mittelteil mit überkragendem Mansarddach, original erhaltene Technik der traditionellen Bierherstellung, 1558 Gründung Rittergutsbrauerei, 1647 Kammer-Gutsbrauerei - Wohn- und Verwaltungsbau: zweigeschossiger Putzbau, profilierte Sandsteingewände, im Obergeschoss mit geraden Verdachungen, Gurtgesims, polygonaler Risalit an der Giebelseite mit Holzkonstruktion, zum Teil mit alten Fenstern und alten Türen, Satteldach, breite Schleppgaupe (später), Dachüberstand | 08990819 |
|                                         | Böttcherhaus und Torwächterhaus | An der Schanze 3a (Karte)                 | Kern 14. Jahrhundert                                                                | Putzbau mit Dachreiter, ursprünglich Bestandteil der Burganlage und der Brauerei, bau- und ortsgeschichtlich von Bedeutung. Zweigeschossig, massiv, rundbogiger Eingang, im hinteren, zurückgesetzten Teil profiliertes rundbogiges Sandsteinportal, Krüppelwalmdach, Dachreiter mit Uhr und Haube, verschiefert, zwei und eine Gaupe in zwei Geschossen. 14. Jahrhundert Torwächterhaus, 1558 Böttcherhaus der Brauerei, 1586 Torwächterhaus nach Brand in heutige Form, 1836 Böttcherhausumbau, 1876 Brauerei, Privatbesitz. | 08990818 |
| Direkt Bild zu diesem Denkmal hochladen | Stellwerk Bienenmühle | Bahnhofstraße (Karte)                     | 1885                                                                                | Weitgehend im ursprünglichen Aussehen erhaltener Bestandteil der Bahnanlage, eisenbahngeschichtlich von Bedeutung. Zweigeschossiger Putzbau, Gurtgesims, Fenster und Tür original, Gewände mit Segmentbogen, kräftige Sohlbänke, Natursteinsockel, flaches Satteldach. | 08990861 |
| Direkt Bild zu diesem Denkmal hochladen | Wohnhaus (heute mit Apotheke) | Bahnhofstraße 4 (Karte)                   | 1880                                                                                | Putzbau mit Gliederungselementen, baugeschichtlich von Bedeutung. Zweigeschossig, massiv, Ecklisenen im Erdgeschoss mit Quaderung, Fenster mit profiliertem Gewände, im Erdgeschoss mit Ohren, Sohlbänke mit Konsolen, im Obergeschoss Putzspiegel und gerade Verdachungen, am Risalit Dreiecksverdachungen, Risalit bis ins Dach hochgezogen, profiliertes Gesims und Traufe, Fenster erneuert, Giebel mit Zwillingsfenster und Oculus, Satteldach, verschiefert. | 08990767 |
| Direkt Bild zu diesem Denkmal hochladen | Wohnstallhaus (ohne Anbau) | Goldene Höhe 1 (Karte)                    | 1868                                                                                | Regionaltypisches Fachwerkhaus, baugeschichtlich von Bedeutung. Erdgeschoss massiv, geglättet, Obergeschoss Fachwerk verbrettert, Giebelseite verschiefert, eingeschossiger Garagenanbau mit Satteldach, Satteldach verschiefert, zwei liegende Dachfenster, Obergeschoss und Giebel andere Seite verschiefert. | 08990782 |
| Direkt Bild zu diesem Denkmal hochladen | Wohnhaus | Goldene Höhe 8 (Karte)                    | 1. Hälfte 19. Jahrhundert                                                           | Regionaltypischer Fachwerkbau, Holzkonstruktion weitgehend intakt, baugeschichtlich von Bedeutung. Erdgeschoss massiv, Obergeschoss verbrettert bzw. verschiefert, rückwärtig Anbau, Satteldach verschiefert, Fenster geringfügig vergrößert, Keller mit Gewölbe. | 08990783 |
| Direkt Bild zu diesem Denkmal hochladen | Ehemaliger Forsthof mit Wohnhaus, Scheune, Wasserhaus und Kutscherhaus mit Pferdestall (heute Wohnhaus) | Goldene Höhe 12, 12a (Karte)              | 19. Jahrhundert                                                                     | Gut erhaltener Gebäudekomplex des 19. Jahrhunderts, bau-, orts- und sozialgeschichtlich von Bedeutung. - Wohnhaus: zweigeschossiger Putzbau, traufseitig erschlossen, hölzernes Vorhaus (um 1900), Satteldach mit verzierten Sparren (Dach um 1900), Kreuzstockfenster aus Erbauungszeit um 1800/1820, im Hausflur Wandschrank, originale Zimmertüren - Scheune: eingeschossiger verbretterter Fachwerkbau mit Satteldach, um 1900 - Wasserhaus: eingeschossiger Putzbau, Bruchsteinmauerwerk, Natursteintüreinfassung, schiefergedecktes Satteldach, um 1820, Wassertrog im Inneren mit Ziegeln gemauert, vermutlich nach 1900 - Kutscherwohnung mit Pferdestall: eingeschossiger verputzter Bruchsteinbau, flachgeneigtes Satteldach, Hoftraufseite baulich verändert | 08990541 |
| Direkt Bild zu diesem Denkmal hochladen | Forsthaus (heute Wohnhaus) | Goldene Höhe 13 (Karte)                   | 1914/1915                                                                           | Ursprünglich Wohnhaus für Forstwart und Hilfsförster, gut proportionierter Bau in zeittypischer Formensprache, bau- und ortsgeschichtlich von Bedeutung. Haken-Grundriss, eingeschossiger Putzbau, Sockel mit rustizierten Natursteinen, Eingang mit Rundbogen und originaler Tür, Fenster erneuert (Kunststoff) mit Schlagläden, Giebel verbrettert, Fenster mit Holzverdachung und profilierter Sohlbank (Holz), Krüppelwalmdach, Dachhecht, verschiefert. | 08990784 |
| Direkt Bild zu diesem Denkmal hochladen | Wohnhaus | Goldene Höhe 18 (Karte)                   | 1853                                                                                | Mit regionaltypisch verbrettertem Fachwerk-Obergeschoss, baugeschichtlich von Bedeutung. Erdgeschoss massiv, Eingangsvorbau, Fenster mit Sprossung (erneuert), Obergeschoss tiefliegende Fenster, laut Auskunft der Unteren Denkmalbehörde Fachwerkkonstruktion noch vorhanden, Giebel verkleidet, Satteldach, liegende Dachfenster, an der Rückseite Solaranlage. | 08990785 |
| Weitere Bilder                          | Wohnhaus mit Sonnenuhr und späterem Anbau mit Laden | Markt 1 (Karte)                           | 1760 (Wohnhaus); 1849 (Sonnenuhr)                                                   | Fachwerkbau, baugeschichtlich und straßenbildprägend von Bedeutung. Erdgeschoss massiv, Obergeschoss mit zweiriegeligem Fachwerk und Diagonalstreben, Giebelseite verbrettert, liegende Fenster, Giebel verschindelt, Fenster erneuert, Satteldach, verschiefert. Queranbau: massiv, Obergeschoss mit Querverbretterung und Schlagläden, Satteldach, verschiefert, kleine hölzerne Sonnenuhr bezeichnet 1849. | 08990791 |
| Direkt Bild zu diesem Denkmal hochladen | Halbmeilenstein | Mittelstraße (Karte)                      | Nach 1858                                                                           | Königlich-Sächsischer Meilenstein, verkehrsgeschichtliche Bedeutung. Etwa 60 cm hoher Sandstein, oben abgerundet (Frauenstein / Sayda / Rechenberg). | 08990765 |
| Direkt Bild zu diesem Denkmal hochladen | Wohnhaus | Mittelstraße 35 (Karte)                   | 1936/1938                                                                           | Putzbau mit ausgeprägten Giebelstellungen mit Verbretterungen, Anklänge an Heimatstil, baugeschichtlich von Bedeutung. Eingeschossig mit Natursteinsockel, Fenster mit ursprünglicher Sprossung erneuert, zweigeschossiges Dach mit Querverbretterung am Giebel, Fenster mit Sprossung und Schlagläden (erneuert), Satteldach, verschiefert. | 08990763 |
| Direkt Bild zu diesem Denkmal hochladen | Wohnhaus | Muldentalstraße 3 (Karte)                 | 1906                                                                                | Stattlicher Putzbau mit Mittelrisalit und Zierfachwerk, aufwändiger, hölzerner Eingangsvorbau, baugeschichtlich und straßenbildprägend von Bedeutung. Massiv, hohes Sockelgeschoss mit Segmentbogenfenstern, Erdgeschoss mit profilierten Gewänden und Kastenfenstern, Drempelzone verbrettert, oberer Teil des Risalites und Giebel mit Fachwerk mit gebogenen Streben, zwei stehende Gaupen mit Fachwerk, Krüppelwalmdach. | 08990768 |
| Direkt Bild zu diesem Denkmal hochladen | Wohnhaus und Nebengebäude | Muldentalstraße 6 (Karte)                 | 1906                                                                                | Repräsentatives zeittypisches Wohnhaus in exponierter Lage am Ortseingang, baugeschichtlich von Bedeutung. - Wohnhaus: unregelmäßiger Grundriss, zweigeschossig, massiv, Natursteinsockel, profilierte Fenstergewände, im Erdgeschoss mit Rundbogen, ebenso die Eingangshalle und Fenster im Risalit, aufwendige Holzveranda, Drempelzone verbrettert, Krüppelwalmdach, verschiefert, seitlicher Abschluss abgeschrägt mit polygonalem Abschluss und geschweifter Haube, Haus ist saniert - Nebengebäude: zum Teil massiv, zum Teil Preußisches Fachwerk, Drempelzone verbrettert, originale Fenster, zum Teil Türöffnungen verändert, L-förmiger Grundriss, Satteldach, Biberschwanzdeckung | 08990770 |
| Direkt Bild zu diesem Denkmal hochladen | Wohnhaus mit Arztpraxen (Sozialbau) | Muldentalstraße 13 (Karte)                | 1926                                                                                | Repräsentativer Bau mit zeittypischen modernen Architekturelementen sowie Obergeschossverbretterung als Anknüpfung an ländliche Bauweise, bau- und sozialgeschichtlich von Bedeutung. Sockelgeschoss mit Garagen aus rustiziertem roten Granit, Erdgeschoss mit unterschiedlichen Fenstergrößen bzw. Fensterreihungen, zum Teil originale Kastenfenster, seitliche Vorbauten mit Balkons mit Natursteinstützen, Wand-Öffnungs-Verhältnis weitgehend intakt, profilierte Türgewände, Fenster mit Sprossung erneuert, hohes Walmdach mit Schürze (4 bzw. 3:1 Gaupen), verschiefert, Straßenseite mit dreieckigem erkerartigen Vorbau. | 08990771 |
| Direkt Bild zu diesem Denkmal hochladen | Feuerwehrhaus und Schlauchturm | Muldentalstraße 19 (Karte)                | 1926/1927                                                                           | Ortsgeschichtlich von Bedeutung. Ursprünglich Feuerwehrhaus mit zwei Ausfahrten und mittig aufgesetztem dreigeschossigem Schlauchturm mit Verbretterung und Zeltdach, seitlicher Anbau mit drei Ausfahrten. | 08990786 |
| Direkt Bild zu diesem Denkmal hochladen | Wohnhaus | Muldentalstraße 20 (Karte)                | 2. Hälfte 19. Jahrhundert                                                           | Regionaltypischer Fachwerkbau mit weitgehend intakter Holzkonstruktion, baugeschichtlich von Bedeutung. Erdgeschoss massiv, zum Teil verändert, Obergeschoss Fachwerk, verbrettert, Fenster erneuert (Kunststoff), Satteldach. | 08990780 |
|                                         | Pfarrhaus | Muldentalstraße 23 (Karte)                | 1903                                                                                | Putzbau mit zeittypischen Gestaltungselementen, bau- und ortsgeschichtlich von Bedeutung. Unregelmäßiger Grundriss, Sockelgeschoss, zweigeschossig, unterschiedliche Fensterformen und Ensemble, turmartiger, polygonaler Risalit mit aufwendigen Fenstergewänden im dritten Geschoss, Helmdach, verschiefert, Dachlandschaft verschiefert, Eingang mit Holzveranda. | 08990779 |
| Weitere Bilder                          | Schule (heute Wohnhaus) | Muldentalstraße 25 (Karte)                | 1658/1670                                                                           | Erster Schulbau im Ort, weitgehend im ursprünglichen Aussehen erhaltener Bau mit Fachwerk-Obergeschoss, bau- und ortsgeschichtlich von Bedeutung. Erdgeschoss massiv, Fenster mit Sprossung erneuert (Kunststoff), Obergeschoss einriegeliges Fachwerk mit Eckstreben, eine Giebelseite verbrettert bzw. Giebel verschindelt, andere Giebelseite verschiefert, Rückseite mit abgeschlepptem Anbau, Satteldach, verschiefert, Keller mit Tonnengewölbe. | 08990778 |
|                                         | Schule (heute Wohnhaus) | Muldentalstraße 26 (Karte)                | 1846 nach Brand                                                                     | Zweiter Schulbau im Ort, landschaftstypischer Fachwerkbau mit intakter Holzkonstruktion, bau- und ortsgeschichtlich von Bedeutung. Erdgeschoss massiv, Sandsteingewände, Obergeschoss mit zweiriegeligem Fachwerk und wechselndem Ständerabstand, Diagonalstreben, eine Giebelseite verschiefert, Satteldach, verschiefert. | 08990787 |
| Direkt Bild zu diesem Denkmal hochladen | Wohnhaus (ohne Anbauten) | Muldentalstraße 27 (Karte)                | 1885                                                                                | Spätes Beispiel für regionaltypische Fachwerk-Bauweise, baugeschichtlich und straßenbildprägend von Bedeutung. Erdgeschoss massiv, Sandsteingewände, Obergeschoss zweiriegeliges Fachwerk, eine Giebelseite verbrettert, Fenster erneuert (mit Sprossung), Satteldach, verschiefert, Haus ist saniert. | 08990801 |
|                                         | Häuslerhaus | Muldentalstraße 30 (Karte)                | 1820–1835 Dendro                                                                    | Weitestgehend im ursprünglichen Aussehen erhalten, einziges dieser Art im Ort, als Flößerhaus von bau- und ortsgeschichtlicher Bedeutung. Eingeschossig, massiv, originale Fenster und Winterfenster, zentrales Dachhaus mit Bergetür, Giebel verbrettert, hölzerner Stallanbau mit Pultdach, Satteldach, verschiefert. | 08990802 |
|                                         | Ehemalige Stuhlfabrik | Muldentalstraße 34 (Karte)                | 1921                                                                                | Handwerksbetrieb zur Stuhlherstellung, Putzbau mit Backsteinelementen und intaktem Wand-Öffnungs-Verhältnis sowie verbrettertem Anbau, bau- und ortsgeschichtlich von Bedeutung. Zweigeschossig mit Drempel, Fenster und Tür mit Segmentbogen aus Backstein und Backsteinsohlbank, zum Teil originale Fenster, Drempel verbrettert, Giebel verkleidet, flaches Satteldach mit Überstand, Anbau zweigeschossig, originale Fenster, großes Schiebetor, flaches Satteldach. | 08990806 |
|                                         | Wohnhaus in halboffener Bebauung | Muldentalstraße 41 (Karte)                | 1883                                                                                | Mit regionaltypischem Fachwerk-Obergeschoss, baugeschichtlich von Bedeutung. Erdgeschoss massiv, Obergeschoss mit zweiriegeligem Fachwerk, originale Fenstergröße, Fenster ohne Sprossung, Giebelseite verkleidet, Satteldach, verschiefert (andere Haushälfte, Nummer 43, zu sehr verändert). | 08990803 |
|                                         | Häuslerhaus | Muldentalstraße 45 (Karte)                | 18. Jahrhundert                                                                     | Weitgehend im ursprünglichen Aussehen erhaltener Fachwerkbau, baugeschichtlich von Bedeutung. Erdgeschoss massiv, Obergeschoss mit einriegeligem Fachwerk, hohe Fußstreben, Giebel verbrettert, Satteldach, verschiefert, abgeschleppter Anbau, oben verbrettert. | 08990804 |
|                                         | Häuslerhaus | Muldentalstraße 49 (Karte)                | 18. Jahrhundert                                                                     | Hochgradig im ursprünglichen Aussehen erhaltener Fachwerkbau, baugeschichtlich von Bedeutung. Erdgeschoss massiv, hölzerner Türstock, Fenster mit Schlagläden, Obergeschoss mit einriegeligem Fachwerk, Diagonalstreben, Kastenfenster, Bergetür, Giebelseite verbrettert bzw. massiv, rückwärtiger Anbau, Satteldach. | 08990805 |
| Direkt Bild zu diesem Denkmal hochladen | Wohnstallhaus | Muldentalstraße 57 (Karte)                | 1870 nach Brand                                                                     | Zeit- und regionaltypischer Fachwerkbau in Hanglage, baugeschichtlich von Bedeutung. Erdgeschoss massiv, verändert, Obergeschoss mit Fachwerk-Konstruktion, linker Teil späterer massiver Anbau mit aufgemalter Fachwerk-Konstruktion, Satteldach. | 08990933 |
| Direkt Bild zu diesem Denkmal hochladen | Beamtenwohnhaus und Seitengebäude | Neuhausener Straße 1, 3 (Karte)           | 1892                                                                                | Symmetrisch angelegtes Doppelwohnhaus mit zurückgesetztem Eingangsbereich, Bestandteil einer Siedlung, sozialgeschichtlich von Bedeutung. - Beamtenwohnhaus: eineinhalbgeschossig, Erdgeschoss Backstein, Natursteinsockel, Tür- und Fenstergewände Sandstein, halbes Obergeschoss verkleidet, mit Konsolenfries abgesetzt (Balkenköpfe), flaches Satteldach mit Dachüberstand - Nebengebäude: eineinhalbgeschossig, Backstein oben verschalt, ein Eingang mit Sandsteingewände, vier Segmentbogentüren, darüber kreuzförmige Lüftungsöffnungen, halbes Obergeschoss mit Fenstern, Pultdach | 08990755 |
| Direkt Bild zu diesem Denkmal hochladen | Beamtenwohnhaus und Seitengebäude | Neuhausener Straße 2, 4 (Karte)           | 1892                                                                                | Bestandteil der Siedlung, sozialgeschichtlich von Bedeutung. Baugleich mit 1/3 und 5/7, zwei originale zweiflügelige Türen mit Oberlicht. | 08990758 |
| Direkt Bild zu diesem Denkmal hochladen | Beamtenwohnhaus | Neuhausener Straße 5, 7 (Karte)           | 1892                                                                                | Bestandteil der Siedlung, sozialgeschichtlich von Bedeutung. Baugleich mit Nummer 1/3, höherer Sockel, zwei originale zweiflügelige Haustüren, zurückgesetzter Mittelteil oben verputzt. | 08990756 |
| Direkt Bild zu diesem Denkmal hochladen | Beamtenwohnhaus und Seitengebäude | Neuhausener Straße 6, 8 (Karte)           | 1892                                                                                | Bestandteil der Siedlung, traufseitig zur Straße stehendes Doppelwohnhaus, sozialgeschichtlich von Bedeutung. Baugleich mit Nummer 1/3, zwei originale Haustüren. | 08990757 |
| Direkt Bild zu diesem Denkmal hochladen | Wohnhaus | Schanzenweg 21 (Karte)                    | 1820                                                                                | Spätes Beispiel für die regionaltypische Holzbauweise, baugeschichtlich von Bedeutung, bildprägend durch Hanglage. Erdgeschoss massiv, geglättet, Obergeschoss mit zweiriegeligem Fachwerk, Eckstreben, Giebel verkleidet, Satteldach. | 08990812 |

## Clausnitz
| Bild                                    | Bezeichnung                                                                                              | Lage                                    | Datierung | Beschreibung | ID       |
| --------------------------------------- | --- | --------------------------------------- | --- | --- | -------- |
| Direkt Bild zu diesem Denkmal hochladen | Floßgraben mit Uferbefestigung (Clausnitzer Dorfbach, Neugrabenflöße)                                    | (Flurstücke 876/6, 876b, 899/7) (Karte) | 1624–1629 | Zum Floßgraben ausgebautes Teilstück des Clausnitzer Dorfbaches, Uferbefestigung mit Gneisplatten und Granitsteinen, letzter Abschnitt des ursprünglich etwa 18 km langen Floßgrabens von der Flöha beim böhmischen Fleyh/Fláje über die Wasserscheide bei Cämmerswalde bis zur Freiberger Mulde, als sogenannte „Neugrabenflöße“ bedeutender Bestandteil der „Muldenflöße“ zur Brennstoffversorgung Freibergs und insbesondere der dortigen Schmelzhütten, überwiegend nicht mehr wasserführendes, aber im Gelände deutlich erkennbares Grabenprofil mit seitlichem Grabenweg, landschaftsgestaltende Zeugnisse der 245 Jahre andauernden, für das Florieren der Freiberger Hüttenwerke unabdingbaren und das Leben der umliegenden Gemeinden jährlich wiederkehrend prägenden Flößerei, von großer regional-, versorgungs- und montangeschichtlicher Bedeutung (siehe 09209656 zum Teilstück im Ortsteil Holzhau sowie 09209668 zum Teilstück in der Gemeinde Neuhausen/Erzgeb., Ortsteil Cämmerswalde) Holzversorgung für Bergbau und Dorf. Floßgraben bis in das 19. Jahrhundert betrieben, Gesamtlänge ca. 18 km, Grabenbreite: 2,5 m – 4,0 m. Der Floßgraben wurde 1624–1629 zum Holztransport aus dem Quellgebiet der Flöha zu den Freiberger Hüttenwerken errichtet. Der angelegte Graben, dem Verlauf der Höhenlinie folgend, ist in Teilen noch erhalten und durch Bewuchs gut markiert. In den Jahren 1858–1860 wurde der „Neue Floßgraben“, vom Weißen Fluss direkt in Richtung der Halben Metze, angelegt. Damit wurde eine Verkürzung des bestehenden Floßgrabens um 2,2 km erreicht. Die Flößerei wurde von 1629 bis 1874 betrieben. | 08990928 |
| Direkt Bild zu diesem Denkmal hochladen | Brücke über die Rachel                                                                                   | (Flurstücke 527, 528, 876/19) (Karte)   | Um 1625 | Einbogige Natursteinbrücke, baugeschichtlich, ortsgeschichtlich sowie als Zeugnis im Kontext der im 17. bis 19. Jahrhundert auf der Rachel betriebenen „Neugrabenflöße“ (vgl. 09209656, 09209668 und 08990928) auch versorgungsgeschichtlich von Bedeutung | 08990772 |
| Direkt Bild zu diesem Denkmal hochladen | Brücke über die Rachel                                                                                   | (Flurstücke 622, 613, 876/1) (Karte)    | Um 1625, Rekonstruktion 1997                                                                                      | Einbogige Natursteinbrücke, baugeschichtlich, ortsgeschichtlich sowie als Zeugnis im Kontext der im 17. bis 19. Jahrhundert auf der Rachel betriebenen „Neugrabenflöße“ (vgl. 09209656, 09209668 und 08990928) auch versorgungsgeschichtlich von Bedeutung | 08990774 |
| Direkt Bild zu diesem Denkmal hochladen | Brücke über die Rachel (Schafsbrücke)                                                                    | (Flurstücke 636/3, 641, 676/19) (Karte) | Um 1625 | Einbogige Natursteinbrücke, Zeugnis der historischen Wegeführung von Sayda nach Rechenberg sowie insbesondere auch Zeugnis im Kontext der im 17. bis 19. Jahrhundert durch die Rachel betriebenen „Neugrabenflöße“ (vgl. 09209656, 09209668 und 08990928), bau-, orts-, verkehrs- und technikgeschichtlich von Bedeutung | 08990773 |
| Direkt Bild zu diesem Denkmal hochladen | Halde des König-David-Schachtes                                                                          | (Flurstück 845/1) (Karte)               | 16. Jahrhundert                                                                                                   | Kupfersilberbergbau, sehr alte und gut erhaltene Halde, wichtiges Objekt der regionalen Bergbaugeschichte, von ortshistorischer Bedeutung. Halde mit Baumbewuchs, Ortseingang Clausnitz aus Richtung Rechenberg-Bienenmühle. Für Clausnitz sichert ein Urkundentext, dass der Bergbau schon geraume Zeit vor 1460 betrieben wurde, gibt aber nicht an, wann der Bergbau anzusetzen ist. 1920 Neubelehnung unter: „Ernst-Georg-Fundgrube“, letzter Versuch, den Bergbau in Clausnitz noch einmal in Gang zu bringen, da nach dem Ersten Weltkrieg Mangel an Metallen (besonders Kupfer) herrschte. | 08990926 |
| Direkt Bild zu diesem Denkmal hochladen | Wohnstallhaus                                                                                            | Am Hang 4 (Karte)                       | 1. Hälfte 19. Jahrhundert                                                                                         | Regionaltypisch mit Fachwerk-Obergeschoss mit böhmischer Verbretterung, baugeschichtlich von Bedeutung. Erdgeschoss massiv, Obergeschoss Fachwerk, Fenster zum Teil geringfügig vergrößert, Fenster mit Sprossung Anfang 20. Jahrhundert, Satteldach. | 08990908 |
| Direkt Bild zu diesem Denkmal hochladen | Kunstschacht zur Wasserhaltung und Halde                                                                 | Am Kunstschacht (Karte)                 | 16. Jahrhundert                                                                                                   | Sehr altes wichtiges Objekt der regionalen Bergbaugeschichte, von ortshistorischer Bedeutung. In diesem Schacht befanden sich Kunstgezeuge von Martin Planer. Es ist nicht bekannt, ob noch Kunstgezeuge vorhanden sind. | 08990927 |
| Direkt Bild zu diesem Denkmal hochladen | Ehemaliges Forsthaus (heute Wohnhaus)                                                                    | Am Zeisingberg 6, 7 (Karte)             | 1893 | Zeittypischer Putzbau mit Gliederungselementen und Zierverbretterung, von ortshistorischer und straßenbildprägender Bedeutung. Hohes Sockelgeschoss, unregelmäßiger Grundriss, dreigeschossig, Erdgeschoss mit Rundbogenfenster, Putzbänder und Lisenen, profiliertes Gurtgesims, drittes Geschoss verbrettert, turmartiger Eckrisalit mit flachem Zeltdach, Verandaanbau, flaches Walmdach. | 08990929 |
| Direkt Bild zu diesem Denkmal hochladen | Wohnstallhaus und Scheune eines Zweiseithofes sowie Torbogen                                             | An der Rachel 5 (Karte)                 | 2. Hälfte 19. Jahrhundert                                                                                         | In seiner Struktur erhaltener Zweiseithof mit Fachwerkgebäuden, bau- und wirtschaftsgeschichtlich von Bedeutung. - Wohnstallhaus: Erdgeschoss massiv, Obergeschoss zweiriegeliges Fachwerk mit Eckstreben, zum Teil verkleidet, zum Teil originale Fenster, Satteldach, Schieferdeckung - Scheune: Bruchsteinsockelgeschoss, Holzkonstruktion, Giebelseite zum Teil mit Sicht-Fachwerk (Preußisches Fachwerk), sonst verbrettert, flaches Satteldach | 08990878 |
| Direkt Bild zu diesem Denkmal hochladen | Wohnstallhaus, Seitengebäude und Scheune eines Dreiseithofes                                             | An der Rachel 9 (Karte)                 | Um 1800 (Wohnstallhaus und Scheune); 2. Hälfte 19. Jahrhundert (Seitengebäude)                                    | In seiner Struktur erhaltener Bauernhof mit Fachwerkgebäuden, bau- und wirtschaftsgeschichtlich von Bedeutung. - Wohnstallhaus: Erdgeschoss massiv, hölzerner Vorbau, Obergeschoss Fachwerk, Konstruktion intakt, teils verkleidet, teils verbrettert, Bergetür, mächtiges Satteldach, Schiefer, vorkragende Ladegaupe - Scheune: Holzkonstruktion verbrettert, originale Fenster, Satteldach, Schiefer - Seitengebäude: Erdgeschoss massiv (Stallteil), Obergeschoss Holzkonstruktion, verbrettert, Lamellenfenster, Satteldach | 08990879 |
| Direkt Bild zu diesem Denkmal hochladen | Wohnhaus mit angebautem Wirtschaftsteil                                                                  | An der Rachel 14 (Karte)                | Mitte 19. Jahrhundert                                                                                             | Ländliches Wohnhaus mit Fachwerk-Obergeschoss und hölzernem Wirtschaftsteil, bau- und sozialgeschichtlich von Bedeutung. Erdgeschoss massiv, geglättet, Obergeschoss Fachwerk verbrettert, zum Teil etwas gedämmt, Satteldach, Schieferdeckung. | 08990880 |
| Direkt Bild zu diesem Denkmal hochladen | Brücke am Zusammenfluss von Rachel und Clausnitzer Dorfbach                                              | An der Rachel 14 (hinter) (Karte)       | Um 1625 | Hohe einbogige Natursteinbrücke, baugeschichtlich, ortsgeschichtlich sowie als Zeugnis im Kontext der im 17. bis 19. Jahrhundert auf Rachel und Dorfbach betriebenen „Neugrabenflöße“ (vgl.09209656,09209668 und08990928) auch versorgungsgeschichtlich von Bedeutung | 08990881 |
| Direkt Bild zu diesem Denkmal hochladen | Häuslerhaus                                                                                              | Cämmerswalder Straße 1 (Karte)          | 1. Hälfte 18. Jahrhundert                                                                                         | Regionaltypisches ländliches Wohnhaus mit Fachwerk-Obergeschoss, Holz-Konstruktion intakt, baugeschichtlich von Bedeutung. - Erdgeschoss: Bruchsteinmauerwerk verputzt, im Inneren Fensterlaibungen mit Korbbögen, Zimmertüren aus dem 18. Jahrhundert erhalten, in der Stube evtl. Bretterdecke (verkleidet) erhalten, Stallteil mit flachgewölbtem preußischen Kappengewölbe, Wasserhaus mit Kappengewölbe - Obergeschoss: Fachwerkkonstruktion vollständig erhalten, Fensterproportionen und Fensteranordnungen ursprünglich, im Inneren alte Zimmertüren, Raumaufteilung und Mittelflur erhalten - Dachgeschoss: Kehlbalkendach mit mittig angeordnetem Stuhl mit ebenfalls mittig angeordnetem Windverband, alle Holzverbindungen durch Aufblattungen hergestellt, schwache Sparren mit Aufschüblingen, durch die Ursprünglichkeit des Hauses und das vermutete hohe Alter (frühes 18. Jahrhundert) von großer hausgeschichtlicher Bedeutung - Veränderungen: möglicherweise um 1800 massiv unterfahren, Haustür durch Straßenbaumaßnahmen zugesetzt, heute Zugang giebelseitig. Diese Veränderungen stellen keine Beeinträchtigung des Denkmalwertes dar, zudem sie heute bereits baugeschichtliche Bedeutung erlangt haben. | 08990892 |
| Direkt Bild zu diesem Denkmal hochladen | Wohnstallhaus                                                                                            | Cämmerswalder Straße 8 (Karte)          | Um 1800 | Regionaltypisches Bauernhaus mit intakter Fachwerk-Konstruktion, baugeschichtlich von Bedeutung. Erdgeschoss massiv, etwas verändert, Wetterhäuschen, Obergeschoss Giebelseiten verschiefert, sonst verkleidet, Satteldach. | 08990893 |
|                                         | Denkmal für die Gefallenen des Deutsch-Französischen Krieges                                             | Dorfstraße (Karte)                      | Nach 1871 | Ortsgeschichtlich von Bedeutung. Etwa 2,25 m hoher Sandsteinpfeiler auf Sockel mit zurückgesetzten Schriftfeldern (unleserlich), Lorbeerkranz, Kämpferplatte, Aufsatz mit bekrönendem Helm. | 08990870 |
| Direkt Bild zu diesem Denkmal hochladen | Mundloch                                                                                                 | Dorfstraße (Karte)                      | Bezeichnet mit 1860                                                                                               | Eingang zum St.-Michaelis-Stolln bzw. Entwässerungseinrichtung, wichtiges Objekt der regionalen Bergbaugeschichte (Rekonstruktion), rundbogiger Eingang, Sandstein | 08990910 |
|                                         | Denkmal für die Gefallenen des Ersten Weltkrieges                                                        | Dorfstraße (Karte)                      | Nach 1918 | Ortsgeschichtlich von Bedeutung. Etwa 3,20 m hohes Denkmal aus rotem Porphyr, Postament mit Relief, bekrönendem Maltheserkreuz, Inschrift „Wohl dem der seiner Helden gern gedenkt!“, auf der Vorderseite: „Niemand hat groessere Liebe dem die, das er sein Leben lasset fuer seine Freunde“. | 08990919 |
| Direkt Bild zu diesem Denkmal hochladen | Wohnstallhaus, Seitengebäude und Scheune eines Dreiseithofes                                             | Dorfstraße 7 (Karte)                    | 1871 (Wohnstallhaus); 2. Hälfte 19. Jahrhundert (Seitengebäude und Scheune)                                       | In seiner Struktur erhaltener Hof in Fachwerkbauweise, baugeschichtlich, wirtschaftsgeschichtlich und ortsbildprägend von Bedeutung. - Wohnstallhaus: Erdgeschoss massiv, Obergeschoss Fachwerk zweiriegelig, Giebel verbrettert, Krüppelwalmdach - Scheune: weitgehend Holzkonstruktion, verbrettert, originale Fenster, Satteldach, Schieferdeckung - Seitengebäude: Erdgeschoss massiv, Obergeschoss zweiriegeliges Fachwerk, Giebelseite verbrettert, originale Fenster, Bergetür, Satteldach | 08990914 |
| Weitere Bilder                          | Gedenkstein zur Ermordung von George Bieber durch den Pfarrer Wolfgang Uhle (Uhle-Stein)                 | Dorfstraße 13 (nahe) (Karte)            | Nach 1563 | Ortshistorische Bedeutung. Unregelmäßiger Sandstein, Einritzung mit Kreuzform und Inschrift „D8 AM Julie 1563/ W. UHLE G. BIBER/ Pastor/ Iudex“, darunter eine Ritzzeichnung eines Totenkopfes. | 08990912 |
|                                         | Denkmal für Heinz Götze                                                                                  | Dorfstraße 14 (neben) (Karte)           | 1954 | Oberwachtmeister der Deutschen Volkspolizei, ermordet am 17. Oktober 1954, ortshistorische Bedeutung. Etwa 1,20 m hoher Granitstein mit Inschrift und Emblem mit Hammer und Sichel, daneben liegt eine Schrifttafel: „In unmittelbarer Nähe wurde der Volkspolizist Heinz Götze am Wahlsonntag des 17. Oktober 1954 in Ausübung seines Dienstes feige ermordet. Der Mörder Kuponka, ein bezahlter Agent des US-Geheimdienstes CIA erschoss Heinz Götze, um sich der Personalienfeststellung zu entziehen – Kuponka und seiner Ehefrau gelang die Flucht in eine nahe gelegene Scheune, wo sie sich mehrere Tage aufhielten. Später wurden sie in Lößnitz (Erzgebirge) von der Volkspolizei gestellt. Kuponka erhielt für sein Verbrechen die Todesstrafe.“ Der 1954 geschaffene Gedenkstein befindet sich im Hof der Grundschule. | 08990911 |
| Direkt Bild zu diesem Denkmal hochladen | Wohnstallhaus                                                                                            | Dorfstraße 20 (Karte)                   | 1. Hälfte 19. Jahrhundert                                                                                         | Regionaltypisches Bauernhaus mit Fachwerk-Obergeschoss, baugeschichtlich von Bedeutung. Erdgeschoss massiv, geglättet, Obergeschoss mit einriegeligem Fachwerk mit Eckstreben, ein Fensterfeld zugesetzt, Giebelseite verschiefert, Satteldach. | 08990907 |
| Direkt Bild zu diesem Denkmal hochladen | Bauernhaus                                                                                               | Dorfstraße 28 (Karte)                   | Um 1840 | Regionaltypisch mit Fachwerk-Obergeschoss, baugeschichtlich von Bedeutung. Erdgeschoss massiv, geglättet, Obergeschoss Holzkonstruktion intakt, verbrettert bzw. verkleidet, Krüppelwalmdach. Scheune zu sehr verändert. | 08990909 |
| Direkt Bild zu diesem Denkmal hochladen | Wohnhaus                                                                                                 | Dorfstraße 51 (Karte)                   | 1853 | Landschaftstypischer Fachwerkbau mit weitgehend intakter Holzkonstruktion (ohne Anbauten), baugeschichtlich von Bedeutung. - Erdgeschoss: massiv, zweiriegeliges Fachwerk, Straßenseite Sichtfachwerk, Giebelseiten neu verbrettert, Krüppelwalmdach - Scheune: Holzkonstruktion, verbrettert, Satteldach, Schieferdeckung, schlichter Holzschuppen, 1940 erbaut, kein Denkmalwert | 08990863 |
| Direkt Bild zu diesem Denkmal hochladen | Wohnhaus                                                                                                 | Dorfstraße 53 (Karte)                   | Kern Anfang 18. Jahrhundert; bezeichnet mit „1805 (GFW)“                                                          | Regionaltypischer Bau mit Fachwerk-Obergeschoss (ohne Anbau), baugeschichtlich von Bedeutung. Erdgeschoss massiv, Sandsteingewände (erneuert), Eingang mit Segmentbogen, mit Schlussstein, alte Tür, Obergeschoss Fachwerk, Konstruktion intakt, verbrettert, Bergetür, Giebelseite verkleidet, Satteldach, innen alte Fußbodenfliesen, im Obergeschoss alte Doppelfenster. 1708 kaufte Friedrich Mehner Baugrundstück, mit Auflage ein Haus zu bauen. 1785 kaufte Gottlob Friedrich Wolf das Wohnhaus, baute es bis 1805 um, im Schlussstein bezeichnet. Ab 1861 Kolonialwarengeschäft unter Kaufmann Louis Paul, später Fam. Franke, bis 1949. | 08990862 |
|                                         | Pfarrhaus und Torbogen in rückwärtiger Hofmauer                                                          | Dorfstraße 56 (Karte)                   | Bezeichnet mit 1821                                                                                               | Stattlicher Baukörper in Fachwerkbauweise und in exponierter Lage, bau- und ortsgeschichtlich von Bedeutung. Zweigeschossig, massiv, Obergeschoss Fachwerk verschiefert, Wand-Öffnungs-Verhältnis intakt, Sandsteingewände, einige originale Fenster, Krüppelwalmdach mit kurzem Schopf, Schieferdeckung, rundbogiger Torbogen in rückwärtiger Hofmauer. | 08990876 |
| Direkt Bild zu diesem Denkmal hochladen | Wohnstallhaus, Seitengebäude und zwei Scheunen eines Vierseithofes                                       | Dorfstraße 68 (Karte)                   | Kern 18. Jahrhundert (Wohnstallhaus); nach 1900 (Seitengebäude)                                                   | In seiner Struktur erhaltener Bauernhof in Fachwerkbauweise, bau- und wirtschaftsgeschichtlich von Bedeutung. - Wohnstallhaus: Erdgeschoss massiv, Obergeschoss verbrettert (gedämmt), ein Giebel verschiefert, einer verkleidet, zum Teil liegende Fenster, Satteldach, Schieferdeckung - Scheune: Holzkonstruktion, verbrettert, Satteldach, Hocheinfahrt - 2. Scheune: Holzkonstruktion, verbrettert, Satteldach, zum Teil alte Fenster - Seitengebäude: umgebaut zur Garage, Holzkonstruktion, Satteldach, Schieferdeckung | 08990925 |
| Direkt Bild zu diesem Denkmal hochladen | Halde des St.-Michaelis-Schachtes                                                                        | Dorfstraße 68 (gegenüber) (Karte)       | 16. Jahrhundert                                                                                                   | Sehr altes und wichtiges Zeugnis der regionalen Bergbaugeschichte, von ortshistorischer Bedeutung. Halde mit Baumbewuchs, zum Kupferabbau, für Clausnitz sichert ein Urkundentext, dass der Bergbau schon geraume Zeit vor 1460 betrieben wurde, gibt aber nicht zu erkennen, wann der Beginn anzusetzen ist. 1783 ließen sich der Bauer C. G. Rupprecht und der Hufschmied G. F. Morgenstern mit einem Erbstollen und einer Fundgrube belehnen, die sie St. Michael nannten. | 08990931 |
| Direkt Bild zu diesem Denkmal hochladen | Brücke über den Clausnitzer Dorfbach                                                                     | Dorfstraße 71 (gegenüber) (Karte)       | Um 1625 | Einbogige Natursteinbrücke, Dokument der alten Wegestruktur im Ortsbild, baugeschichtlich, ortsgeschichtlich sowie als Zeugnis im Kontext der im 17. bis 19. Jahrhundert auf dem Dorfbach betriebenen „Neugrabenflöße“ (vgl. 09209656, 09209668 und 08990928) auch versorgungsgeschichtlich von Bedeutung | 08990889 |
| Direkt Bild zu diesem Denkmal hochladen | Wohnhaus                                                                                                 | Dorfstraße 75 (Karte)                   | 1. Hälfte 19. Jahrhundert                                                                                         | Regionaltypisches ländliches Wohnhaus mit Fachwerk-Obergeschoss, baugeschichtlich von Bedeutung. Erdgeschoss massiv, Sandsteingewände, Winterfenster, Obergeschoss Fachwerk verbrettert, eine Giebelseite verschiefert, eine Giebelseite massiv, Fenster mit Sprossung, Satteldach, Schieferdeckung. | 08990887 |
| Direkt Bild zu diesem Denkmal hochladen | Brücke über den Clausnitzer Dorfbach                                                                     | Dorfstraße 75 (neben) (Karte)           | Um 1625 | Einbogige Natursteinbrücke, Dokument der alten Wegestruktur im Ortsbild, baugeschichtlich, ortsgeschichtlich sowie als Zeugnis im Kontext der im 17. bis 19. Jahrhundert auf dem Dorfbach betriebenen „Neugrabenflöße“ (vgl. 09209656, 09209668 und 08990928) auch versorgungsgeschichtlich von Bedeutung. Natursteinbogenbrücke, eine Quaderreihe mit alten Brüstungssteinen, Geländer erneuert. | 08990886 |
| Direkt Bild zu diesem Denkmal hochladen | Wohnhaus                                                                                                 | Dorfstraße 77 (Karte)                   | Um 1900 | Spätes Beispiel für regionaltypische Fachwerk-Bauweise, baugeschichtlich von Bedeutung. Erdgeschoss massiv, Obergeschoss originale Fenstergröße erhalten, verschiefert bzw. verkleidet, Satteldach. | 08990885 |
| Direkt Bild zu diesem Denkmal hochladen | Wohnstallhaus und Scheune eines Zweiseithofes                                                            | Dorfstraße 80 (Karte)                   | Um 1800 (Wohnstallhaus); um 1900 (Scheune)                                                                        | Regionaltypische Fachwerkbauweise, baugeschichtlich und straßenbildprägend von Bedeutung. - Wohnstallhaus: Erdgeschoss massiv, Obergeschossfenster in originaler Größe, mit Sprossung, Bergetür, Satteldach - Scheune: Holzkonstruktion, verbrettert, Satteldach, Giebel mit Bergetür | 08990884 |
| Direkt Bild zu diesem Denkmal hochladen | Wohnstallhaus eines Dreiseithofes                                                                        | Dorfstraße 81 (Karte)                   | Um 1830 | Regionaltypisches Bauernhaus mit verbrettertem Fachwerk-Obergeschoss, baugeschichtlich von Bedeutung. Erdgeschoss massiv, Eingangsvorbau zur Straße, Fachwerk-Konstruktion intakt, Hofseite mit Bergetür, Krüppelwalmdach, ein liegendes Fenster. | 08990883 |
| Direkt Bild zu diesem Denkmal hochladen | Wohnhaus                                                                                                 | Dorfstraße 82 (Karte)                   | 1. Hälfte 19. Jahrhundert                                                                                         | Regionaltypisch verbrettertes Obergeschoss, baugeschichtlich von Bedeutung. Erdgeschoss massiv, falscher Putz, Obergeschoss Verbretterung gedämmt, an Giebelseiten tiefliegende Fenster, (massive Wand?), Satteldach, untypischer Dachausbau, Schieferdeckung. | 08990882 |
| Direkt Bild zu diesem Denkmal hochladen | Wohnhaus                                                                                                 | Dorfstraße 92 (Karte)                   | Um 1800 | Regionaltypisches Bauernhaus mit verkleidetem Fachwerk-Obergeschoss, baugeschichtlich von Bedeutung. Erdgeschoss massiv, zum Teil verändert, Obergeschoss Fachwerk mit originalen Öffnungen, verkleidet, Fenster erneuert, Satteldach. | 08990896 |
| Direkt Bild zu diesem Denkmal hochladen | Wohnstallhaus eines Dreiseithofes                                                                        | Dorfstraße 93 (Karte)                   | Um 1800 | Original erhaltenes ländliches Wohn- und Wirtschaftsgebäude von bau- und sozialgeschichtlicher von Bedeutung. - Wohnstallhaus: Erdgeschoss massiv, Eingangsvorbau, Obergeschoss Fachwerk verkleidet, Winterfenster, Satteldach - Nebengebäude: 1 1/2- und Sockelgeschoss durch Hanglage, segmentbogiger Eingang, Sandsteingewände, Drempelzone verbrettert, Satteldach - Scheune: Untergeschoss massiv, oberer Teil verbrettert, originale Fenster, Satteldach, Schieferdeckung Streichung von Nebengebäude und Scheune 2006 – sehr schlicht, saniert, kein Denkmalwert mehr. | 08990895 |
| Direkt Bild zu diesem Denkmal hochladen | Villa | Dorfstraße 97 (Karte)                   | Um 1905 | Putzbau mit zeittypischen Gestaltungselementen, Holzveranda und Zierfachwerk, im Ort singulär, baugeschichtlich von Bedeutung. Sockelgeschoss verputzt, Segmentbogenfenster, zweigeschossig, verputzt, zum Teil breite Rundbogenfenster, angeputzte Gewände mit geschwungenem Abschluss, zum Teil originale Fenster und Winterfenster, über dem Eingang hölzerne Veranda, Giebel verbrettert bzw. Zierfachwerk, Satteldach, an einer Seite mit Krüppelwalm. | 08990894 |
| Direkt Bild zu diesem Denkmal hochladen | Wohnstallhaus mit angebautem Scheunenteil                                                                | Dorfstraße 107 (Karte)                  | Um 1800 | Regionaltypisches Bauernhaus mit Fachwerk-Obergeschoss und hölzernem Wirtschaftsteil, weitgehend ursprüngliches Aussehen, baugeschichtlich von Bedeutung. Erdgeschoss massiv, Sandsteingewände, Obergeschoss zweiriegeliges Fachwerk mit Diagonalstreben, Giebelseite verbrettert, ursprüngliche Fenstergrößen, Bergetür, Satteldach, Wirtschaftsteil, etwas niedrigere Firsthöhe, verbrettert, Satteldach. | 08990903 |
| Direkt Bild zu diesem Denkmal hochladen | Wohnstallhaus                                                                                            | Dorfstraße 111 (Karte)                  | Ende 19. Jahrhundert                                                                                              | Spätes Beispiel für landschaftstypische Bauweise mit Fachwerk-Obergeschoss (ohne rückwärtige Anbauten), baugeschichtlich von Bedeutung. Erdgeschoss massiv, verändert, Obergeschoss zweiriegeliges Fachwerk mit Eckstreben, Giebelseite verbrettert, Giebel verkleidet, Satteldach. | 08990904 |
| Direkt Bild zu diesem Denkmal hochladen | Wohnstallhaus und Scheune eines ehemaligen Dreiseithofes                                                 | Dorfstraße 120 (Karte)                  | Ende 19. Jahrhundert                                                                                              | Spätes Beispiel für regionaltypische Bauweise mit Fachwerk-Obergeschoss, baugeschichtlich von Bedeutung. - Wohnstallhaus: Erdgeschoss massiv, verändert, Obergeschoss mit zweiriegeligem Fachwerk, zum Teil verkleidet, zum Teil Fenster mit Sprossung, Giebel verkleidet, Satteldach, Schieferdeckung - Scheune: Erdgeschoss zum Teil massiv, sonst Holzkonstruktion, verbrettert, Satteldach | 08990901 |
| Direkt Bild zu diesem Denkmal hochladen | Wohnstallhaus eines Dreiseithofes                                                                        | Dorfstraße 124 (Karte)                  | Um 1800 | Regionaltypisches Bauernhaus mit Fachwerk-Obergeschoss, baugeschichtlich von Bedeutung. Erdgeschoss massiv, verändert, Obergeschoss Fensteröffnungen in ursprünglicher Größe, teils verbrettert, teils verkleidet, Satteldach. | 08990902 |
| Direkt Bild zu diesem Denkmal hochladen | Bauernhaus                                                                                               | Dorfstraße 127 (Karte)                  | Um 1800 | Landschaftstypisch mit Fachwerk-Obergeschoss, intakte Holzkonstruktion, baugeschichtlich von Bedeutung. Erdgeschoss massiv, Obergeschoss verkleidet, eine Giebelseite massiv, Satteldach, Schieferdeckung. | 08990900 |
| Direkt Bild zu diesem Denkmal hochladen | Schlussstein                                                                                             | Dorfstraße 128 (Karte)                  | Bezeichnet mit 1792                                                                                               | Relikt des Vorgängerbaues, ortsgeschichtlich von Bedeutung, Monogramm „F.G.I.“ | 08990930 |
| Direkt Bild zu diesem Denkmal hochladen | Wohnstallhaus                                                                                            | Dorfstraße 129 (Karte)                  | Um 1800 | Regionaltypisches Bauernhaus mit Sicht-Fachwerk im Obergeschoss, baugeschichtlich von Bedeutung. Erdgeschoss massiv, Obergeschoss zweiriegeliges Fachwerk mit Diagonalstreben, zum Teil originale Fenster, Bergetür, Giebel verbrettert, Satteldach, zum Teil noch Schieferdeckung. | 08990899 |
| Direkt Bild zu diesem Denkmal hochladen | Bauernhaus                                                                                               | Dorfstraße 130 (Karte)                  | Um 1800 | Regionaltypischer Fachwerkbau, Holzkonstruktion intakt, baugeschichtlich von Bedeutung. Erdgeschoss massiv, Obergeschoss mit ursprünglichen Fenstergrößen, verkleidet, Satteldach. | 08990898 |
| Weitere Bilder                          | Kirche mit Ausstattung und Kirchhof, Torhaus, Einfriedungsmauer und Denkmal für verstorbene KZ-Häftlinge | Geleitstraße (Karte)                    | 1696–1704 (Kirche); bezeichnet mit 1612 (Taufe); 17. Jahrhundert (Altar und Kanzel); bezeichnet mit 1773 (Empore) | Kirche Emporensaal, verputzter Bruchsteinbau mit geradem Chorschluss, Westturm mit Haube und Laterne, bau- und ortsgeschichtlich von Bedeutung. - Kirche: Schieferdeckung, siehe Dehio Sachsen, Bd. II, S. 834 - Torhaus: nahezu quadratischer Grundriss, beinahe spitzbogiger Bogen, Zeltdach, Schieferdeckung - Denkmal: aus Rochlitzer Porphyr, Inschrift „Todesmarsch der KZ-Häftlinge des Lagers Neu-Stassfurt“ A LA MEMOIRE DES FRANCAIS DEPORTES ASSASSINES PAR LES S.S. AU COURS DE LA MARCHE DE LA MORT EN AVRIL – MAI 1945. | 08990871 |
| Direkt Bild zu diesem Denkmal hochladen | Scheune                                                                                                  | Geleitstraße (Karte)                    | Ende 19. Jahrhundert                                                                                              | Stattliche Scheune mit Fachwerk-Konstruktion in straßenbildprägender Lage, baugeschichtlich von Bedeutung. Sockelgeschoss massiv (Hanglage), Obergeschoss Holzkonstruktion, Straßengiebel mit Sichtfachwerk, sonst verbrettert bzw. verkleidet, Satteldach. | 08990869 |
| Direkt Bild zu diesem Denkmal hochladen | Bauernhaus und Scheune                                                                                   | Mühlgrabenweg 1 (Karte)                 | Um 1800 | Regionaltypische ländliche Bauweise mit Holzkonstruktion, bau- und wirtschaftsgeschichtlich von Bedeutung - Wohnstallhaus: Erdgeschoss massiv, Sandsteingewände, Obergeschoss zweiriegeliges Fachwerk mit Eckstreben, Bergetür, Giebel verschalt, Satteldach, Schiefer - Scheune: Holzkonstruktion, verbrettert, Satteldach, Schiefer | 08990868 |
| Direkt Bild zu diesem Denkmal hochladen | Brücke über den Clausnitzer Dorfbach                                                                     | Mühlgrabenweg 1 (bei) (Karte)           | Um 1625 | Einbogige Natursteinbrücke, Dokument der alten Wegestruktur im Ortsbild, baugeschichtlich, ortsgeschichtlich sowie als Zeugnis im Kontext der im 17. bis 19. Jahrhundert auf dem Dorfbach betriebenen „Neugrabenflöße“ (vgl. 09209656, 09209668 und 08990928) auch versorgungsgeschichtlich von Bedeutung | 08990866 |
| Direkt Bild zu diesem Denkmal hochladen | Wohnstallhaus                                                                                            | Mühlgrabenweg 3 (Karte)                 | Bezeichnet mit 1840                                                                                               | Weitgehend in der Konstruktion erhaltener landschaftstypischer Bau mit Fachwerk-Obergeschoss, baugeschichtlich von Bedeutung. Erdgeschoss massiv, alte Fenster, Schlagläden, neben dem Eingang Stein mit Bezeichnung, Obergeschoss Fachwerk, unter der Verbretterung leichte Dämmung, Satteldach, bezeichnet auf Sandsteintafel mit „GFM 1840 No S. G.“ | 08990867 |
| Direkt Bild zu diesem Denkmal hochladen | Wohnstallhaus                                                                                            | Mühlgrabenweg 5 (Karte)                 | 1. Hälfte 19. Jahrhundert                                                                                         | In der Konstruktion erhaltenes Bauernhaus mit verbrettertem Fachwerk-Obergeschoss, baugeschichtlich von Bedeutung. Erdgeschoss massiv, Winterfenster, Obergeschossfenster in ursprünglicher Größe, Giebel verkleidet, Satteldach. | 08990864 |
| Direkt Bild zu diesem Denkmal hochladen | Brücke über den Clausnitzer Dorfbach                                                                     | Mühlgrabenweg 5 (vor) (Karte)           | Um 1625 | Einbogige Natursteinbrücke mit Brüstung, Dokument der alten Wegestruktur im Ortsbild, baugeschichtlich, ortsgeschichtlich sowie als Zeugnis im Kontext der im 17. bis 19. Jahrhundert auf dem Dorfbach betriebenen „Neugrabenflöße“ (vgl. 09209656, 09209668 und 08990928) auch versorgungsgeschichtlich von Bedeutung. Bogenbrücke aus Natursteinen, Brüstungen und Wangen ebenfalls Naturstein. | 08990865 |
| Direkt Bild zu diesem Denkmal hochladen | Steindeckerbrücke                                                                                        | Muldentalstraße (Karte)                 | 19. Jahrhundert                                                                                                   | Ortsgeschichtlich von Bedeutung. Natursteinplatten, ziemlich eingewachsen. | 08990769 |
| Direkt Bild zu diesem Denkmal hochladen | Wohnstallhaus                                                                                            | Stollengasse 3 (Karte)                  | Um 1800 | Stattliches Bauernhaus mit Fachwerk-Obergeschoss, baugeschichtlich von Bedeutung. Erdgeschoss massiv, verändert, Obergeschoss mit zweiriegeligem Fachwerk, Eckstreben, unregelmäßiger Ständerabstand, alte Fenster, eine Giebelseite verputzt, eine verbrettert, Satteldach. | 08990905 |
| Direkt Bild zu diesem Denkmal hochladen | Bauernhaus                                                                                               | Stollengasse 5 (Karte)                  | Mitte 19. Jahrhundert; 1866 laut Auskunft                                                                         | Ländliches Wohnhaus mit Fachwerk-Obergeschoss, baugeschichtlich von Bedeutung. Erdgeschoss massiv, verändert, Obergeschoss Straßenseite zweiriegeliges Fachwerk, Rückseite inzwischen massiv, Giebelseite verschindelt, Satteldach, Schieferdeckung, insgesamt tiefliegende Fenster durch an den Innenseiten vorgestellte Dämmwände. | 08990906 |

## Holzhau
| Bild                                    | Bezeichnung | Lage                                                     | Datierung                                                      | Beschreibung | ID       |
| --------------------------------------- | --- | -------------------------------------------------------- | -------------------------------------------------------------- | --- | -------- |
| Direkt Bild zu diesem Denkmal hochladen | Floßgraben (Neugrabenflöße, Georgenthaler Floßgraben)                                                                              | (Flurstücke 514, 548, 549, 550, 551, 553/1, 554) (Karte) | 1624–1629                                                      | Teilstücke eines ursprünglich etwa 18 km langen Floßgrabens von der Flöha beim böhmischen Fleyh/Fláje über die Wasserscheide bei Cämmerswalde bis zur Freiberger Mulde bei Clausnitz, als sogenannte „Neugrabenflöße“ bedeutender Bestandteil der »Muldenflöße« zur Brennstoffversorgung Freibergs und insbesondere der dortigen Schmelzhütten, überwiegend nicht mehr wasserführendes, aber im Gelände deutlich erkennbares Grabenprofil mit seitlichem Grabenweg, landschaftsgestaltende Zeugnisse der 245 Jahre andauernden, für das Florieren der Freiberger Hüttenwerke unabdingbaren und das Leben der umliegenden Gemeinden jährlich wiederkehrend prägenden Flößerei, von großer regionalgeschichtlicher, versorgungsgeschichtlicher und montangeschichtlicher Bedeutung (siehe 09209668 zum Teilstück in der Gemeinde Neuhausen/Erzgeb., Ortsteil Cämmerswalde, sowie 08990928 zum ausgebauten Clausnitzer Dorfbach in der Gemeinde Rechenberg-Bienenmühle, Ortsteil Clausnitz) | 09209656 |
|                                         | Sachgesamtheit Königlich-Sächsische Triangulierung („Europäische Gradmessung im Königreich Sachsen“); Station 80, Drachenkopf      | (Flurstück 659) (Karte)                                  | Bezeichnet mit 1869                                            | Triangulationssäule; Station 2. Ordnung, bedeutendes Zeugnis der Geodäsie des 19. Jahrhunderts, vermessungsgeschichtlich von Bedeutung. Vermessungssäule aus Niederbobritzscher Granit, Schaft mit zeltdachförmiger Abdeckplatte, quadratischer Grundriss mit Inschrift „Station / DRACHENKOPF / der / Kön:Sächs: / Triangulierung / 1869“, Höhe 1,90 m, Kantenlänge oben 44 cm, hoher abgesetzter Sockel. Den im Töpferwald zwischen Nassau, Hermsdorf und Holzhau gelegenen Drachenkopf, auch Kannelberg genannt, rechnet man mit seinen 805 m zu den höchsten Erhebungen im Landkreis Mittelsachsen. Er gehörte schon 1869, zum Zeitpunkt der Errichtung des Vermessungspfeilers, zum damals Königlichen Staatsforst und ist heute vollständig bewaldet. Der aus Niederbobritzscher Granit gefertigte Pfeiler wurde von dem dort ansässigen Steinmetz Böhme bearbeitet und für 33 Reichstaler und 7 Groschen zum Aufstellungsort transportiert. Die Abdeckung der Säule ist vollständig erhalten und fest auf dem Pfeiler angebracht. Es handelt sich um einen einzelnen Stein, der, wie in der „Niederbobritzscher“ Ausführung üblich, sich leicht nach oben verjüngt und einen kleinen Absatz aufweist. An der Oberkante der Nordwestseite ist der Pfeiler geringfügig ausgebrochen. Die Beschriftung „Station / DRACHENKOPF / der / Kön:Sächs:/ Triangulirung / 1869“ befindet sich an der Nordseite der Säule und ist noch gut erhalten und lesbar. Ein Höhenbolzen ist an der Westseite des Pfeilers angebracht und ebenfalls in gutem Zustand. | 08990828 |
| Direkt Bild zu diesem Denkmal hochladen | Wohnstallhaus | Alte Straße 87 (Karte)                                   | 2. Hälfte 19. Jahrhundert                                      | Regionaltypisches Bauernhaus mit Fachwerk-Obergeschoss, baugeschichtlich von Bedeutung. Erdgeschoss massiv, geglättet, Eingangsvorbau, Obergeschoss verbrettert bzw. verkleidet, Satteldach. | 08990853 |
| Direkt Bild zu diesem Denkmal hochladen | Gasthof „Erbgericht“ | Alte Straße 95 (Karte)                                   | 18. Jahrhundert                                                | Landschaftstypischer Bau mit Fachwerk-Obergeschoss (ohne Anbau), trotz baulicher Veränderungen denkmalwürdig, bau- und ortsgeschichtlich von Bedeutung. Erdgeschoss massiv, Obergeschoss Fachwerk, zweiriegelig mit Diagonalstreben, Giebel verbrettert, mit zwei liegenden Fenstern, Satteldach, Dachhecht. | 08990852 |
|                                         | Wohnstallhaus und zwei Scheunen eines Dreiseithofes                                                                                | Alte Straße 101 (Karte)                                  | Um 1800                                                        | Weitgehend im ursprünglichen Aussehen erhaltene Gebäude eines in seiner Struktur erhaltenen Dreiseithofes, baugeschichtlich, wirtschaftsgeschichtlich und ortsbildprägend von Bedeutung. - Wohnstallhaus: Erdgeschoss massiv mit breitem Wetterhäuschen, Obergeschoss Fachwerk verbrettert, zwei Fenster etwas vergrößert, Satteldach - 1. Scheune: Holzkonstruktion zum Teil verbrettert, zum Teil verkleidet, Satteldach, Bergeluke - 2. Scheune: Holzkonstruktion, Satteldach | 08990848 |
| Direkt Bild zu diesem Denkmal hochladen | Wohnhaus | Alte Straße 105 (Karte)                                  | 1934                                                           | Holzhaus mit architektonischer Formensprache der 1930er Jahre, baugeschichtlich von Bedeutung. Sockelgeschoss mit rustiziertem Naturstein, eingeschossig, mit Querverbretterung, Wand-Öffnungs-Verhältnis intakt, Krüppelwalmdach, ein liegendes Dachfenster. | 08990948 |
|                                         | Wohnstallhaus | Alte Straße 108 (Karte)                                  | Um 1800                                                        | Zeit- und regionaltypischer Wohn- und Wirtschaftsbau in Holzbauweise mit traufseitigem Sichtfachwerk, bau- und sozialgeschichtlich von Bedeutung. Das in Holzhau oberhalb der Bahnlinie Nossen–Moldau traufständig an der Alten Straße liegende Wohnstallhaus ist laut historischem Meilenblatt (Berliner Exemplar, bis 1806) Bestandteil eines ehemaligen, um 1800 erbauten Winkelhofes. Westlich des Wohnstallhauses hat sich demnach in früherer Zeit ein giebelständiges Seitengebäude befunden. Das überkommene zweigeschossige Wohnstallhaus mit massivem Erdgeschoss und zweiriegeligem Fachwerkobergeschoss ist durch ein Satteldach abgeschlossen. Während sich an der westlichen Giebelseite das Fachwerk unter der Verkleidung wohl noch erhalten hat, wurde die östliche Giebelseite später bis auf das Giebeldreieck massiv ersetzt. Am Wandöffnungsverhältnis des Erdgeschosses lässt sich noch heute der einstige Wohn- und Stallbereich ablesen. Der Denkmalwert ergibt sich demnach aus seiner baugeschichtlichen Bedeutung als charakteristischem, ländlichem Gebäude seiner Zeit. Typisch für das einreihige Waldhufendorf Holzhau ist die durch Einzelhäuser und Mehrseithöfe geprägte Siedlungsstruktur. Es ist anzunehmen, dass die in einer Reihe aufeinanderfolgenden Gehöfte und Einzelhäusern von Handwerkern oder Holzarbeitern bewohnt wurden, die sich durch eine eigene kleine Landwirtschaft ernährten und sich einen Zuverdienst sicherten. Als Zeugnis der Arbeits- und Lebensbedingungen, nicht zuletzt durch seine Authentizität, kommt dem Bauwerk auch eine sozialgeschichtliche Bedeutung zu. | 08990824 |
|                                         | Wohnstallhaus eines Zweiseithofes                                                                                                  | Alte Straße 110 (Karte)                                  | 2. Hälfte 19. Jahrhundert                                      | Zeit- und landschaftstypischer Bau mit Fachwerk-Konstruktion, baugeschichtlich von Bedeutung. Erdgeschoss massiv, gering verändert, Sandsteingewände, Obergeschoss Fachwerk, Konstruktion intakt, verbrettert, Giebel verkleidet, Satteldach, zweite Giebelseite verkleidet, darüber Giebel verschiefert. | 08990823 |
|                                         | Wohnstallhaus und Scheune | Alte Straße 123 (Karte)                                  | 1930er Jahre                                                   | In seiner Struktur erhaltener Zweiseithof im Heimatstil, baugeschichtlich von Bedeutung. - Wohnstallhaus: Hakengrundriss, Obergeschoss und Giebel verbrettert, Satteldach - Scheune: Holzkonstruktion, verbrettert, alte Fenster, Satteldach, Schieferdeckung | 08990854 |
| Direkt Bild zu diesem Denkmal hochladen | Wohnhaus | Alte Straße 127 (Karte)                                  | Um 1900                                                        | Beispiel für Angleichung von städtischer Architektur an ländliche Bauweise, baugeschichtlich von Bedeutung. Eingeschossig mit Kniestock, Wetterhäuschen, zentralem Dacherker, Kniestock und Giebelseite verbrettert bzw. verschindelt, originale Fenster, Satteldach. | 08990856 |
|                                         | Wohnhaus | Alte Straße 140 (Karte)                                  | Nach 1899                                                      | Späteres Beispiel für ländliches Wohnhaus mit Fachwerk-Obergeschoss, baugeschichtlich und straßenbildprägend von Bedeutung. Erdgeschoss massiv, geglättet, Obergeschoss zweiriegeliges Fachwerk mit Diagonalstreben, Fenster mit Sprossung erneuert, Giebel verschindelt, Satteldach, Schieferdeckung. | 08990849 |
|                                         | Wohnstallhaus | Alte Straße 158 (Karte)                                  | 18. Jahrhundert                                                | Hochgradig im ursprünglichen Aussehen erhaltenes Bauernhaus mit Fachwerk-Obergeschoss, bau- und hausgeschichtlich von Bedeutung. Erdgeschoss massiv, Wetterhäuschen, Stalleingang mit Segmentbogen, Fenster mit Sprossung, Winterfenster, Obergeschoss verbrettert, Satteldach. | 08990846 |
|                                         | Transformatorenturm | Alte Straße 160 (neben) (Karte)                          | 1920er Jahre                                                   | Technikgeschichtliche Bedeutung. Natursteinsockel, Untergeschoss verputzt, oberer Teil verbrettert, zum Teil alte technische Elemente, Satteldach, Schieferdeckung. | 08990847 |
|                                         | Wohnstallhaus | Alte Straße 162 (Karte)                                  | Deckenbalken bezeichnet mit 1787                               | Landschaftstypisches Bauernhaus mit verbrettertem Fachwerk-Obergeschoss, ohne rückwärtigen Anbau, baugeschichtlich von Bedeutung. Erdgeschoss massiv, hölzerner Wirtschaftsteil massiv ausgebaut mit Garage, ein liegendes Fenster um 1930, Schlagläden, Obergeschoss zum Teil mit originalen Doppelfenstern, verschindelt, Satteldach, verschiefert. | 08990857 |
| Direkt Bild zu diesem Denkmal hochladen | Bauernhaus | Bergstraße 1 (Karte)                                     | Um 1800                                                        | Regionaltypische Holzbauweise mit verbrettertem Fachwerk-Obergeschoss, baugeschichtlich von Bedeutung. Erdgeschoss massiv, verändert, Obergeschossfenster in originaler Größe, rückwärtiger Anbau als Wirtschaftsteil mit Bergetür im Obergeschoss, Satteldach, eine Giebelseite verschindelt. | 08990858 |
|                                         | Ferienheim mit Schwimmhalle und begrüntem Freiraum (ehemals Ferienheim der Akademie der Wissenschaften und Waldhotel Sachsenstern) | Bergstraße 7 (Karte)                                     | 1982–1985                                                      | Gestalterisch in die Berglandschaft eingefügter Bau mit Sprungschanzenmotiv, als ehemaliges Ferienheim der Akademie der Wissenschaften der DDR Zeugnis des Erholungswesens in der DDR, bau- und ortsgeschichtlich von Bedeutung. Mit dem Ausbau des Erholungswesens in der DDR entstanden in der Zeit von 1947 bis 1989 zahlreiche Ferienunterkünfte an der Ostseeküste und im Mittelgebirgsraum. Ausgehend vom VIII. Parteitag der SED im Juni 1971, bei dem Erich Honecker die Erhöhung „des materiellen und kulturellen Lebensniveaus der Menschen in der DDR“ zum obersten Ziel erklärte, wurden traditionelle Badeorte sowie Wintersport- und Erholungszentren verstärkt ausgebaut. Neben dem Freien Deutschen Gewerkschaftsbund (FDGB) als Hauptträger des staatlichen Erholungswesens, der einen eigenen Feriendienst unterhielt, errichteten auch zahlreiche Betriebe und Institutionen Ferienheime für ihre Angehörigen. Ein Beispiel dafür ist das von 1976 bis 1982 geplante und 1985 am Fuße des Erzgebirgskamms eröffnete Ferienheim der Akademie der Wissenschaften in Holzhau, dass im Auftrag des Zentrums für Kernforschung durch das Bau- und Montagekombinat Kohle und Energie Volkseigener Betrieb Forschung und Projektierung Dresden nach einem Entwurf des Architekten Gerd Gommlich errichtet wurde. Er greift auf das Sprungschanzenmotiv mit abgeflachter Ecke zurück, integriert den Bau im Vergleich zum 1976–1978 errichteten Ferienheim der NVA in Frauenwald (Thüringen) jedoch gestalterisch in die Berglandschaft, in dem er sich architektonisch an diese anpasst. Mit vier aufgehenden Geschossen an der Schauseite schmiegt sich der für 190 Gäste ausgelegte und im Vergleich zu anderen Ferienheimen niedrige Baukörper imposant vor der dunklen Kulisse des angrenzenden Berghangs ein und bildet einen farbigen Kontrast zum Grün des angrenzenden Waldes. Als Grundform der sich kreuzförmig durchdringenden Bettenhäuser dient ein unregelmäßiges stumpfes Dreieck, wodurch an den in der Höhe gestaffelten Flügeln Schrägen entstehen. Während die beiden Hauptflügel des Gebäudes in 2 MP-Fertigteilbauweise (Stütze-Riegel-System) ausgeführt wurden, zeigt sich der gesamte Mittelteil in Mischbauweise aus Ziegel und Ortbeton. Ein typisches Gestaltungsmerkmal der DDR-zeitlichen Ferienheimbauten ist die horizontale Ausrichtung der Fassadengestaltung, hier mit einer Außenverkleidung in Thüringer Schiefer. Die anthrazitfarbenen Brüstungsfelder rahmen helle Fensterbänder, in denen im Wechsel dreiteilige weiß gefasste Fenster mit ochsenblutroten Holzflächen angeordnet sind. In den 1990er Jahren wurde das Ferienheim in das „Waldhotel Sachsenstern“ überführt, und seit einem gescheiterten Umbau zu einem Altenpflegeheim in den 2000er Jahren steht das Objekt leer. Zu der Ferienheimanlage gehört außerdem eine Schwimmhalle, die durch einen unterirdischen Gang mit dem Gästehaus verbunden ist. Die Baulichkeiten umgibt ein begrünter Freiraum mit Wegesystem und Fußgängerkugelleuchten. Die Denkmaleigenschaft der Ferienheinanlage ergibt sich aus dem Zeugniswert für die Bauaufgabe Ferienheim seit Beginn der 1970er Jahre in der DDR, was die baugeschichtliche Bedeutung begründet. Darüber hinaus besitzt sie eine ortsgeschichtliche Bedeutung, die für Holzhau als bedeutendes Erholungszentrum steht. Bei dem Ferienheim handelt sich um ein weitgehend authentisches Zeugnis, mit besonderer architektonischer Qualität. Nicht zuletzt wegen seines Seltenheitswertes besteht ein öffentliches Erhaltungsinteresse. | 09307287 |
| Direkt Bild zu diesem Denkmal hochladen | Wohnhaus | Bergstraße 8 (Karte)                                     | Ende 1920er Jahre                                              | Villenartig gestaltetes zeittypisches Holzhaus, im Wesentlichen im ursprünglichen Aussehen erhalten, bauhistorisch von Interesse, baugeschichtlich von Bedeutung. Eingeschossig, hohes Natursteinsockelgeschoss mit Eingangstreppenstützmauer, Querverbretterung, originale Kastenfenster, Schiebeläden, erkerartiger Eckvorbau, im Giebel Erker, Satteldach mit Dachüberstand. | 08990836 |
| Direkt Bild zu diesem Denkmal hochladen | Wohnhaus | Bergstraße 9 (Karte)                                     | 1. Hälfte 19. Jahrhundert                                      | Regionaltypischer Bau mit Fachwerk-Obergeschoss, weitgehend im ursprünglichen Aussehen erhalten, baugeschichtlich von Bedeutung. Erdgeschoss massiv, Obergeschoss verbrettert bzw. verkleidet, Doppelfenster mit Sprossung, Satteldach. | 08990838 |
| Direkt Bild zu diesem Denkmal hochladen | Wohnstallhaus | Bergstraße 10 (Karte)                                    | Um 1820                                                        | Bauernhaus mit Fachwerk-Obergeschoss, baugeschichtlich von Bedeutung. Erdgeschoss massiv, Fenster erneuert, Schlagläden, Obergeschoss Fachwerk, zum Teil vermutlich später erweitert, einige Gefache mit Ziegeln ausgesetzt, Fenster mit originaler Sprossung, Giebel verschindelt, Krüppelwalmdach, Schieferdeckung. | 08990839 |
| Direkt Bild zu diesem Denkmal hochladen | Wohnstallhaus | Bergstraße 11 (Karte)                                    | Im Kern 17. Jahrhundert                                        | Regionaltypisches Bauernhaus mit Fachwerk-Obergeschoss, weitgehend im ursprünglichen Aussehen wiederhergestellt, baugeschichtlich von Bedeutung. Erdgeschoss massiv, Obergeschoss mit zweiriegeligem Fachwerk mit Diagonalstreben, aufgebrettert, Giebelseite verschindelt, Satteldach, verschiefert, Fenster erneuert, eine Giebelseite mit zwei liegenden Fenstern. | 08990840 |
| Direkt Bild zu diesem Denkmal hochladen | Wohnstallhaus | Bergstraße 12 (Karte)                                    | 17. Jahrhundert                                                | Bauernhaus mit verbrettertem Fachwerk-Obergeschoss, Holzkonstruktion intakt, bau- und hausgeschichtlich von Bedeutung. Erdgeschoss massiv, Obergeschoss mit kleinen Fenstern, eine Giebelseite im Obergeschoss massiv, zum Teil alte Fenster, Giebel verbrettert, Satteldach. Laut Eigentümer 1630 erbaut. | 08990841 |
| Direkt Bild zu diesem Denkmal hochladen | Wohnhaus | Bergstraße 14 (Karte)                                    | 1639 laut Auskunft                                             | Regionaltypisches Bauernhaus mit Fachwerk-Obergeschoss (ohne Anbauten), baugeschichtlich von Bedeutung. Erdgeschoss massiv, geglättet, Obergeschoss mit zweiriegeligem Fachwerk, unregelmäßigem Ständerabstand, Diagonalstreben, Bergetür, Giebelseite verschindelt, leicht vergrößerte Fenster, Satteldach, saniert. | 08990842 |
| Direkt Bild zu diesem Denkmal hochladen | Seitengebäude (heute Wohnhaus) | Bergstraße 15 (Karte)                                    | Vermutlich 18. Jahrhundert                                     | Weitgehend in der Konstruktion erhaltener Fachwerkbau, baugeschichtlich von Bedeutung. Erdgeschoss vermutlich Fachwerk (Holzgewände und Türstock), verputzt, Obergeschoss mit einriegeligem Fachwerk, Eckstreben, Bergetür, zum Teil originale Fenster, Satteldach, Dachstuhl mit flacher Neigung vermutlich später erneuert. | 08990843 |
|                                         | Wohnhaus und Scheune eines Zweiseithofes                                                                                           | Bergstraße 17 (Karte)                                    | 19. Jahrhundert                                                | Regionaltypischer Bauernhof in bildprägender Lage, bau- und wirtschaftsgeschichtlich von Bedeutung. - Wohnhaus: Erdgeschoss massiv, tiefliegende Fenster, Sanierputz, breiter Eingangsvorbau, Obergeschoss zweiriegeliges Fachwerk, Eckstreben, aufgebrettert (ursprüngliche Konstruktion?), Satteldach, Schiefer, Fenster ohne Teilung (erneuert) - Scheune: Holzkonstruktion, verbrettert, Satteldach | 08990844 |
|                                         | Wohnstallhaus | Bergstraße 28 (Karte)                                    | Um 1800                                                        | Regionaltypisches Bauernhausmit Fachwerk-Obergeschoss, verbrettert (ohne Anbauten), baugeschichtlich von Bedeutung. Erdgeschoss massiv, Sandsteingewände, zwei kräftige Sohlbänke, Traufseite mit Eingangsvorbau und einem liegenden Fenster, Fachwerk-Konstruktion intakt, Giebel verschindelt, Satteldach, verschiefert. | 08990855 |
| Direkt Bild zu diesem Denkmal hochladen | Wohnhaus eines Zweiseithofes | Freiberger Weg 1 (Karte)                                 | Mitte 19. Jahrhundert                                          | Regionaltypisches Wohnhaus mit Fachwerk-Obergeschoss, baugeschichtlich von Bedeutung. Erdgeschoss massiv, geglättet, etwas gedämmt, Wetterhäuschen, Obergeschoss mit zweiriegeligem Fachwerk, Eckstreben, aufgebrettert, Fachwerk-Konstruktion sehr wahrscheinlich darunter erhalten, Giebel verkleidet, Satteldach. | 08990924 |
| Direkt Bild zu diesem Denkmal hochladen | Gedenkstein | Kalkstraße (Karte)                                       | Bezeichnet mit 1823                                            | Naturstein mit Posthorn, ortsgeschichtlich von Bedeutung. Etwa 1 m hoher, ursprünglich dreieckiger Stein, Granitporphyr (Blutwurststein), Inschrift „Fl ..... [unleserlich] 1823“. | 08990829 |
| Direkt Bild zu diesem Denkmal hochladen | Gedenkstein für Felix Kaden | Kalkstraße (Karte)                                       | Nach 1947                                                      | Ortshistorische Bedeutung. Etwa 60 cm hoher Naturstein (Quarzporphyr), grob bearbeitet, mit Metallplatte, „unsterbliches Opfer/Volkspolizist Felix Kaden/ermordet am 14. Juni 1947“. | 08990826 |
| Direkt Bild zu diesem Denkmal hochladen | Kriegerdenkmal | Kalkstraße (Karte)                                       | Nach 1918                                                      | Gedenkstein für gefallene Waldarbeiter, ortshistorische Bedeutung. Etwa 60 cm hoher Granitstein (Granitporphyr) „Zum Andenken an unsere im Weltkrieg 1914–1918 gef. Waldarbeiter“. | 08990825 |
|                                         | Meilenstein | Kalkstraße (Karte)                                       | Vermutlich bezeichnet mit 1868                                 | Königlich-Sächsischer Meilenstein, verkehrsgeschichtliche Bedeutung. Etwa 1 m hoher Sandstein, oben abgerundet, abgefaste Kanten, Schriftfeld etwas zurückgesetzt. | 08990827 |
| Direkt Bild zu diesem Denkmal hochladen | Brücke über die Freiberger Mulde                                                                                                   | Muldentalstraße (Karte)                                  | Bezeichnet mit 1898                                            | Einbogige Natursteinbrücke, verkehrsgeschichtliche Bedeutung. Bruchstein bzw. Quader aus rotem Sandstein, Fahrbahndecke von breiten Sandsteinplatten gerahmt, Geländer erneuert. | 08990822 |
| Direkt Bild zu diesem Denkmal hochladen | Wohnhaus | Muldentalstraße 42 (Karte)                               | 1. Hälfte 19. Jahrhundert                                      | Regionaltypischer Fachwerkbau, baugeschichtlich von Bedeutung. Erdgeschoss massiv, Obergeschoss Sichtfachwerk, Giebel verkleidet, Satteldach. | 08990860 |
| Direkt Bild zu diesem Denkmal hochladen | Wohnstallhaus | Muldentalstraße 44 (Karte)                               | Bezeichnet mit 1859, Kern älter                                | Ländlicher Wohnbau mit intakter Holzkonstruktion im Obergeschoss, baugeschichtlich von Bedeutung. Erdgeschoss massiv, Sandsteingewände, Eingang mit Segmentbogen, Obergeschoss Fachwerk-Konstruktion, verbrettert, Satteldach, Giebel verkleidet, Dachhecht. | 08990859 |
| Weitere Bilder                          | Halbmeilenstein | Muldentalstraße 50 (Nähe) (Karte)                        | Nach 1858                                                      | Königlich-Sächsischer Meilenstein, verkehrsgeschichtliche Bedeutung. Etwa 50 cm hoher Sandstein, oben abgerundet, Schriftfeld zurückgesetzt (unleserlich), seitlich eingeritzte Krone und „139a“. | 08990830 |
| Direkt Bild zu diesem Denkmal hochladen | Wohnstallhaus | Muldentalstraße 59a (Karte)                              | 17. Jahrhundert laut Auskunft                                  | Regionaltypisches sehr altes Fachwerkhaus, bau- und hausgeschichtlich von Bedeutung, bildprägend. Erdgeschoss massiv, Feldstein, Wetterhäuschen, Obergeschoss Holzkonstruktion intakt, verbrettert bzw. verkleidet, Satteldach, verschiefert. | 08990813 |
| Direkt Bild zu diesem Denkmal hochladen | Wohnstallhaus und Scheune | Muldentalstraße 61 (Karte)                               | 1904 laut Auskunft                                             | Spätes Beispiel für regionaltypische Holzbauweise, baugeschichtlich von Bedeutung. - Wohnstallhaus: Erdgeschoss massiv, geglättet, Wetterhäuschen, Obergeschoss zweiriegeliges Fachwerk (preußisch), Satteldach, zwei liegende Dachfenster - Scheune: Natursteinsockel, Holzkonstruktion, verbrettert, Satteldach, verschiefert | 08990814 |
| Direkt Bild zu diesem Denkmal hochladen | Wohnhaus | Muldentalstraße 67 (Karte)                               | 1930er Jahre                                                   | Villenartiger Bau, Holzhaus in Fertigteilbauweise mit originalen Details, baugeschichtlich von Bedeutung. Hohes Sockelgeschoss, Naturstein, Garage mit originalem Tor, originale Fenster in zeittypischer Teilung, Schiebefenster, originale hölzerne Balustraden an Treppenaufgang und Balkons, Schlagläden, Satteldach, verschiefert, Schleppgaupen. | 08990815 |
| Direkt Bild zu diesem Denkmal hochladen | Wohnstallhaus | Muldentalstraße 81 (Karte)                               | 1785 Dendro                                                    | Weitgehend im ursprünglichen Aussehen erhaltenes regionaltypisches Bauernhaus mit Fachwerk-Obergeschoss, wegen des hohen Alters baugeschichtlich, haus- und ortsgeschichtlich von Bedeutung. Erdgeschoss massiv (Hanglage), Sandsteingewände, Obergeschoss mit einriegeligem bzw. zweiriegeligem Fachwerk zum Teil mit engem Ständerstand, Eckstreben, Bergetür, rückwärtiger Anbau und Abortanbau, Giebel verschindelt, sehr alte Fenster, Satteldach verschiefert, hölzerner Wirtschaftsteil. | 08990809 |
|                                         | Wohnhaus (Nr. 3) und Seitengebäude (Nr. 3a) eines Dreiseithofes                                                                    | Ringelstraße 3, 3a (Karte)                               | Um 1800                                                        | Fachwerkgebäude in exponierter Lage, baugeschichtlich von Bedeutung. - Wohnhaus: Erdgeschoss massiv, verändert, Obergeschoss Fachwerk, verschindelt, Konstruktion weitgehend intakt, Satteldach, Schiefer - Seitengebäude: Erdgeschoss massiv, verändert, Wetterhäuschen, Obergeschoss Fachwerk, verschindelt, Satteldach, verschiefert | 08990835 |
| Direkt Bild zu diesem Denkmal hochladen | Wohnstallhaus und Scheune eines Gehöfts                                                                                            | Schanzenweg 2 (Karte)                                    | Bezeichnet mit 1836 (Wohnstallhaus); 19. Jahrhundert (Scheune) | Weitgehend im ursprünglichen Aussehen erhaltenes Bauernhaus mit Fachwerk-Obergeschoss, zusammen mit der Scheune baugeschichtlich und straßenbildprägend von Bedeutung. - Wohnstallhaus: Erdgeschoss massiv, Sandsteingewände, Wetterhäuschen, Obergeschoss mit zweiriegeligem Fachwerk mit Eckstreben, Bergetür, Fenster mit Sprossung, zum Teil alte Schiebefenster, eine Giebelseite massiv, ein Giebel verkleidet, der andere Giebel verschindelt, Satteldach, verschiefert - Scheune: Holzkonstruktion, verbrettert, Fenster mit Sprossung, Satteldach | 08990820 |
| Direkt Bild zu diesem Denkmal hochladen | Wohnstallhaus | Schanzenweg 3 (Karte)                                    | Um 1700                                                        | Sehr alter Wohnbau mit K-Streben (auch paarweise gespiegelt) im Fachwerkobergeschoss, ehemaliges Umgebindehaus, bau- und hausgeschichtlich von Bedeutung. Erdgeschoss massiv, Sandsteingewände, Stall und Scheunentor, gekehlte Balken an der Schwelle, Blattsassen, ehemalige Umgebindestube massiv ersetzt, Giebel verschindelt, rückwärtig Bergetür, Fenster mit Sprossung (neu), Satteldach. | 08990810 |
| Direkt Bild zu diesem Denkmal hochladen | Seitengebäude eines Gehöfts | Schanzenweg 14 (Karte)                                   | Um 1900                                                        | Regionaltypische Fachwerkbauweise mit Verbretterung, durch Hanglage bildprägend, baugeschichtlich von Bedeutung. Sockel massiv, im vorderen Teil Fenster (erneuert), großes Scheunentor, Satteldach. | 08990811 |
| Weitere Bilder                          | Empfangsgebäude und Nebengebäude des Bahnhofs Holzhau                                                                              | Tannenweg 5 (Karte)                                      | 1885                                                           | Weitgehend authentisch erhaltene Bahnhofsgebäude der Bahnstrecke Nossen–Moldava v Krušných horách (6614; sä.NM, Freiberger Muldentalbahn), Empfangsgebäude (heute Wohnhaus) zeittypischer Putzbau mit übergiebeltem Mittelrisalit und Putzgliederung, eisenbahn- und ortsgeschichtlich von Bedeutung. - Empfangsgebäude: zweigeschossiger Putzbau, Erdgeschoss mit Putznutung, Gurtgesimse, Obergeschoss und Risalit durch Eckquaderung abgesetzt, profilierte Gewände, Sandstein, Drempelzone und Giebel mit Putzspiegeln, Zwillingsfenster, Oculi, Satteldach, Dachüberstand, Dachausbau, eine Schleppgaupe - Nebengebäude: eingeschossig, Putzbau mit farblich abgesetzten Gewänden (Sandstein), Satteldach, zum Teil originale Fenster, Lattenzaun | 08990851 |
|                                         | Wohnhaus | Teichhaus 2 (Karte)                                      | 1930er Jahre                                                   | Im Heimatstil der 1930er Jahre errichteter Fachwerkbau, baugeschichtlich von Bedeutung. Erdgeschoss massiv, Obergeschoss Fachwerk verbrettert, Natursteinsockel (Sandstein), Eingang mit Sandsteinquadern, zum Teil noch originale Fenster, Schlagläden, Giebel verschindelt, Satteldach, verschiefert, zentraler kurzer Dachhecht. | 08990833 |
|                                         | Wohnhaus (Floßhaus) | Teichhaus 7 (Karte)                                      | Um 1900                                                        | Regionaltypischer Bau mit verbrettertem Fachwerk-Obergeschoss, baugeschichtlich von Bedeutung. Erdgeschoss massiv, Vorbau mit Schiebefenstern 1920er Jahre, sonst ursprüngliche Wandöffnungen, Obergeschoss-Fenster in ursprünglicher Größe, Fenster mit Sprossung, einflügelige Schlagläden, Satteldach, ein zentrales Dachhaus. | 08990831 |
|                                         | Wohnhaus (Altes Torfhaus) | Torfhaus 1 (Karte)                                       | Kern um 1800                                                   | Ohne Anbau, eingeschossiger Fachwerkbau, bau-, orts- und sozialgeschichtlich von Bedeutung. Verbrettert, Fachwerk-Konstruktion weitgehend intakt, Fenster im System erweitert, Satteldach, abgeschleppt, Schleppgaupe. | 08990834 |

## Ehemalige Denkmäler

### Ehemalige Denkmäler (Rechenberg-Bienenmühle)
| Bild                                    | Bezeichnung                                 | Lage                       | Datierung       | Beschreibung | ID       |
| --------------------------------------- | ------------------------------------------- | -------------------------- | --------------- | --- | -------- |
| Direkt Bild zu diesem Denkmal hochladen | Wohnhaus in geschlossener Bebauung          | Alte Straße 12 (Karte)     | 1889/1890       | Klinkerfassade mit flachem Mittelrisalit, baugeschichtlich von Bedeutung. Hoher Natursteinsockel, profilierte Gesimse, profilierte Gewände, originale Fenster und Winterfenster, originale zweiflügelige Tür, eingezogener Eingang, Obergeschoss-Fenster mit geraden Verdachungen, Mittelrisalit mit Dacherker und Oculus, zwei Dachhäuser, Satteldach. Zwischen 2017 und 2024 aus der Denkmalliste gestrichen. | 08990762 |
| Direkt Bild zu diesem Denkmal hochladen | Gasthof, ehemals Erbgericht (ohne Anbauten) | Muldentalstraße 28 (Karte) | 1797 nach Brand | Straßenbildprägender Fachwerkbau, bau- und ortsgeschichtlich von Bedeutung. Erdgeschoss massiv, Obergeschoss mit zweiriegeligem Fachwerk und Diagonalstreben, Satteldach, Dachhecht. 2024 abgerissen. | 08990788 |

### Ehemalige Denkmäler (Clausnitz)
| Bild                                    | Bezeichnung | Lage                        | Datierung | Beschreibung | ID       |
| --------------------------------------- | --- | --------------------------- | --------- | --- | -------- |
| Direkt Bild zu diesem Denkmal hochladen | Bienenmühler Holzwerke Sauerzapf und Co. (bis 1912), Bienenmühler Holzwerke Paul Herrmann Zeising KG (bis ca. 1972): Wohnhaus (Nr. 2) und Fabrikgebäude mit Schornstein (Nr. 4) | Am Zeisingberg 2, 4 (Karte) | Um 1920   | Fabrikgebäude mächtiger Putzbau mit Segmentbogenfenstern und originalen Details, großes Satteldach, Wohnhaus zeittypischer repräsentativer Bau mit Anklängen im Schweizerstil, bau- und ortsgeschichtlich von Bedeutung. - Fabrikgebäude: dreigeschossig, L-förmiger Grundriss, breite Giebelstellung zur Talseite, originale Industriefenster, Giebel verbrettert, dort Fenster mit Schlagläden, Satteldach mit Dachhechten, gebaut unter Paul Zeising - Schornstein: gelber Klinker, rund - Wohnhaus: T-förmiger Grundriss, hohes Sockelgeschoss, Segmentbogenfenster, Erdgeschoss mit Segmentbogenfenster, zweiläufige Treppe, Eingangsvorhalle mit abgewalmtem Vordach, Obergeschoss verbrettert, hölzerne Ziergewände, Schlagläden, Giebel verbrettert, historische Kastenfenster, seitliche Erker, flaches Satteldach mit Dachüberstand, Schiefer, kurze Dachhechte Zwischen 2015 und 2018 aus der Denkmalliste gestrichen. | 08990747 |
| Direkt Bild zu diesem Denkmal hochladen | Wohnstallhaus | Heinz-Götze-Weg 1 (Karte)   | Um 1800   | Regionaltypisches Bauernhaus mit verbrettertem Fachwerk-Obergeschoss, baugeschichtlich von Bedeutung. Erdgeschoss massiv, Obergeschoss mit ursprünglichen Fenstergrößen, Satteldach, eine Giebelseite mit Schieferverkleidung, Sandsteingewände. 2018 abgerissen. | 08990917 |

### Ehemalige Denkmäler (Holzhau)
| Bild                                    | Bezeichnung                              | Lage                             | Datierung                   | Beschreibung | ID       |
| --------------------------------------- | ---------------------------------------- | -------------------------------- | --------------------------- | --- | -------- |
|                                         | Wohnhaus und Scheune eines Zweiseithofes | Johannes-Kamprath-Weg 10 (Karte) | Um 1800 laut Auskunft       | Regionaltypisches Fachwerkhaus mit verbrettertem Obergeschoss, baugeschichtlich von Bedeutung. - Wohnhaus: Erdgeschoss massiv, Feldstein, Obergeschoss Fachwerk verbrettert bzw. verschiefert, Satteldach, Rückseite Dachhecht, Vorderseite verschiefert - Scheune: Natursteinsockel, Holzkonstruktion verbrettert, Satteldach, Schieferdeckung 2024 aus der Denkmalliste gestrichen. | 08990845 |
| Direkt Bild zu diesem Denkmal hochladen | Wohnhaus                                 | Schanzenweg 10 (Karte)           | 19. Jahrhundert, Kern älter | Ländliches Wohnhaus mit regionaltypischer Holzkonstruktion, baugeschichtlich von Bedeutung. Erdgeschoss massiv, Wetterhäuschen mit böhmischer Verbretterung, Obergeschoss Querverbretterung (vermutliche 1930er Jahre), Satteldach, Schiefer. Zwischen 2017 und 2024 aus der Denkmalliste gestrichen.                                                                                 | 08990816 |

## Tabellenlegende
- Bild: Bild des Kulturdenkmals, ggf. zusätzlich mit einem Link zu weiteren Fotos des Kulturdenkmals im Medienarchiv Wikimedia Commons. Wenn man auf das Kamerasymbol klickt, können Fotos zu Kulturdenkmalen aus dieser Liste hochgeladen werden:
- Bezeichnung: Denkmalgeschützte Objekte und ggf. Bauwerksname des Kulturdenkmals
- Lage: Straßenname und Hausnummer oder Flurstücknummer des Kulturdenkmals. Die Grundsortierung der Liste erfolgt nach dieser Adresse. Der Link (Karte) führt zu verschiedenen Kartendiensten mit der Position des Kulturdenkmals. Fehlt dieser Link, wurden die Koordinaten noch nicht eingetragen. Sind diese bekannt, können sie über ein Tool mit einer Kartenansicht einfach nachgetragen werden. In dieser Kartenansicht sind Kulturdenkmale ohne Koordinaten mit einem roten bzw. orangen Marker dargestellt und können durch Verschieben auf die richtige Position in der Karte mit Koordinaten versehen werden. Kulturdenkmale ohne Bild sind an einem blauen bzw. roten Marker erkennbar.
- Datierung: Baubeginn, Fertigstellung, Datum der Erstnennung oder grobe zeitliche Einordnung entsprechend des Eintrags in der sächsischen Denkmaldatenbank
- Beschreibung: Kurzcharakteristik des Kulturdenkmals entsprechend des Eintrags in der sächsischen Denkmaldatenbank, ggf. ergänzt durch die dort nur selten veröffentlichten Erfassungstexte oder zusätzliche Informationen
- ID: Vom Landesamt für Denkmalpflege Sachsen vergebene, das Kulturdenkmal eindeutig identifizierende Objekt-Nummer. Der Link führt zum PDF-Denkmaldokument des Landesamtes für Denkmalpflege Sachsen. Bei ehemaligen Kulturdenkmalen können die Objektnummern unbekannt sein und deshalb fehlen bzw. die Links von aus der Datenbank entfernten Objektnummern ins Leere führen. Ein ggf. vorhandenes Icon  führt zu den Angaben des Kulturdenkmals bei Wikidata.